# Nekrolog 1900
Nekrolog
◄◄
| ◄
| 1896
| 1897
| 1898
| 1899
| 1900 | 1901 | 1902 | 1903 | 1904 | ► | ►►
Weitere Ereignisse | Allgemeiner Nekrolog 1900
Die Beschreibung der verstorbenen Person sollte so kurz wie möglich gehalten sein und nur deren signifikante Tätigkeit(en) enthalten.
Neue Namen ggf. auch unter dem Geburts- und Sterbedatum, also etwa unter 1. Januar und im Geburts- und Sterbejahr (2024) eintragen (nur bei entsprechender großer Wichtigkeit). Für Beispiele siehe die schon vorhandenen Artikel.
Außerdem über die fünf zuletzt Verstorbenen, zu denen es einen ausreichend guten Artikel für eine Präsentation auf der Hauptseite gibt, nach der todesbedingten Überarbeitung der Artikel ggf. auch unter Wikipedia Diskussion:Hauptseite informieren und sie am besten auch in den anderen Wikipedia-Sprachversionen eintragen. Tipp: Regelmäßig bei news.google.de nach „ist tot“, „gestorben“ oder „verstorben“ suchen.
Wenn eine Person gestorben ist, gibt es viele Seiten zu dieser Person in der Wikipedia, die davon auch betroffen sind und entsprechend aktualisiert werden müssen. Beispiele: Namenübersichtsseite, Geburtsjahr, Geburtsort-Seiten und viele mehr.
Wie finde ich die betroffenen Seiten?
Im Suchfeld auf der linken Seite gibt man den Suchbegriff so ein: „Vorname Nachname“. Dann klickt man auf Volltext und alle Seiten mit entsprechendem Suchtext werden aufgerufen. Hier sieht man dann schnell, wo auch das Todesjahr Sinn macht oder sogar ein Teil des Artikels angepasst werden muss. Auch hilft das „Werkzeug“ auf der linken Seite sehr gut, um solche Seiten aufzufinden: „Links auf diese Seite“. Somit ist die Wikipedia wieder aktuell in allen Bereichen! Hinweis: bei Eintragung der Kategorie „Gestorben JAHR“ wird der Missbrauchsfilter 49 ausgelöst, was jedoch nicht schlimm ist. Siehe: Spezial:Missbrauchsfilter/49
Dies ist eine Liste von im Jahr 1900 verstorbenen bekannten Persönlichkeiten. Die Einträge erfolgen innerhalb der einzelnen Daten alphabetisch sortiert. Tiere sind im Nekrolog für Tiere zu finden.

## Januar
| Tag        | Name                                            | Beruf, bekannt als                                                                                     | Alter | Beleg |
| ---------- | ----------------------------------------------- | --- | ----- | ----- |
| 1. Januar  | Max Bergius                                     | deutscher Verwaltungsjurist                                                                            | 37    |       |
| 1. Januar  | Jakob Fehr                                      | deutscher Lithograph und Fotograf                                                                      | 78    |       |
| 1. Januar  | Edgar Leopold Layard                            | britischer Diplomat und Naturforscher                                                                  | 75    |       |
| 1. Januar  | Archibald T. MacIntyre                          | US-amerikanischer Politiker                                                                            | 77    |       |
| 1. Januar  | Edwin Sylvanus Osborne                          | US-amerikanischer Politiker                                                                            | 60    |       |
| 2. Januar  | Louis Ernst                                     | deutscher Politiker (NLP), MdR                                                                         | 60    |       |
| 2. Januar  | Juliana Hummel                                  | österreichische Kriminelle                                                                             | 29    |       |
| 3. Januar  | Dmitri Wassiljewitsch Grigorowitsch             | russischer Autor                                                                                       | 77    |       |
| 2. Januar  | Peter Singleton Wilkes                          | US-amerikanischer Jurist und Politiker                                                                 |       |       |
| 3. Januar  | Rudolph Wichmann                                | deutscher Rittergutsbesitzer und Politiker, MdR                                                        | 73    |       |
| 4. Januar  | Louise Fröbel                                   | deutsche Kindergärtnerin                                                                               | 84    |       |
| 4. Januar  | Charles Lévêque                                 | französischer Philosoph                                                                                | 81    |       |
| 4. Januar  | Francisco Merry y Colom                         | spanischer Diplomat                                                                                    | 70    |       |
| 5. Januar  | Johannes Baur                                   | Schweizer Baumeister und Stifter                                                                       |       |       |
| 5. Januar  | Henry Tracey Coxwell                            | englischer Luftschiffer, Gründer des Aeronautical Magazine                                             | 80    |       |
| 5. Januar  | Johann Rint                                     | böhmischer Bildhauer und Holzschnitzer                                                                 | 86    |       |
| 6. Januar  | Adolph von Pittel                               | österreichischer Bauunternehmer                                                                        | 61    |       |
| 7. Januar  | Jan Willem Gunning                              | niederländischer Chemiker                                                                              | 72    |       |
| 7. Januar  | Hermann Hirsch                                  | preußischer Verwaltungsjurist                                                                          | 84    |       |
| 8. Januar  | Ludwig von Fischer                              | deutscher Politiker (LRP), MdR                                                                         | 67    |       |
| 9. Januar  | Francesco Cirio                                 | italienischer Unternehmer                                                                              | 63    |       |
| 10. Januar | Wilhelm Sommer                                  | Psychiater, Neurologe, Anthropologe und Pathologe                                                      | 47    |       |
| 11. Januar | Ferdinand Carré                                 | französischer Ingenieur                                                                                | 75    |       |
| 11. Januar | James Martineau                                 | britischer Pfarrer und Theologe des Unitarismus                                                        | 94    |       |
| 11. Januar | Dabney Herndon Maury                            | US-amerikanischer Offizier, General der Konföderierten im Sezessionskrieg                              | 77    |       |
| 11. Januar | Carl Eduard Schubert                            | deutscher Orgelbauer                                                                                   | 69    |       |
| 12. Januar | Ernst von Bredow                                | deutscher Rittergutsbesitzer und Politiker, MdR, Landrat                                               | 65    |       |
| 12. Januar | Cajetan von Buchowski                           | preußisch-polnischer Rittergutsbesitzer und Politiker                                                  |       |       |
| 12. Januar | Auguste Peltz                                   | Gründerin der Puppenfabrik                                                                             | 75    |       |
| 12. Januar | Carl Rötteken                                   | deutscher Landschaftsmaler und Zeichenlehrer                                                           | 68    |       |
| 12. Januar | Charles Townsend                                | US-amerikanischer Offizier, Jurist und Politiker                                                       | 65    |       |
| 13. Januar | Carl Wilhelm Friedrich Ludwig Stocker           | evangelischer Pfarrer und Heimatforscher                                                               | 67    |       |
| 13. Januar | Peter Waage                                     | norwegischer Chemiker                                                                                  | 66    |       |
| 14. Januar | Rudolf Rüdt von Collenberg-Eberstadt            | badischer Beamter                                                                                      | 63    |       |
| 14. Januar | Johann von Sturm                                | österreichischer Offizier, zuletzt im Rang eines Generalmajors                                         | 60    |       |
| 15. Januar | Hermann Eschke                                  | deutscher Maler                                                                                        | 76    |       |
| 15. Januar | Wilhelm Hauchecorne                             | deutscher Geologe und erster Präsident der Preußischen Geologischen Landesanstalt in Berlin            | 71    |       |
| 15. Januar | James Phelps                                    | US-amerikanischer Politiker                                                                            | 78    |       |
| 15. Januar | Fritz Plank                                     | deutscher Opernsänger (Bass-Bariton)                                                                   | 51    |       |
| 15. Januar | Heinrich von Rustige                            | deutscher Maler                                                                                        | 89    |       |
| 15. Januar | George W. Webber                                | US-amerikanischer Politiker                                                                            | 74    |       |
| 16. Januar | Auguste Marchal                                 | französischer Priester und Bischof                                                                     | 75    |       |
| 17. Januar | Ludwig Stumpff                                  | Mitglied des Provinziallandtages Hessen-Nassau                                                         | 75    |       |
| 17. Januar | Luigi Trombetta                                 | Kurienkardinal                                                                                         | 79    |       |
| 18. Januar | Joseph Görz                                     | deutscher Jurist und Politiker (NLP), MdR                                                              | 89    |       |
| 18. Januar | Richard Paul                                    | deutscher Maler und Schriftsteller                                                                     | 56    |       |
| 18. Januar | Wilhelm von Wülcknitz                           | preußischer Generalmajor                                                                               | 72    |       |
| 19. Januar | Heinrich Ancker                                 | deutscher Spediteur und Politiker, MdR                                                                 | 49    |       |
| 20. Januar | John Ruskin                                     | englischer Schriftsteller, Maler, Kunsthistoriker und Sozialphilosoph                                  | 80    |       |
| 21. Januar | Annie Ellsworth                                 | US-Amerikanerin                                                                                        | 74    |       |
| 21. Januar | Franz von Teck                                  | Mitglied der britischen Königsfamilie, Graf von Hohenstein, Herzog von Teck                            | 62    |       |
| 21. Januar | John Jeremiah Johnson                           | US-amerikanischer Mann des alten Westens                                                               |       |       |
| 22. Januar | Carl Ausfeld                                    | deutscher Jurist, Politiker (FVP), MdR                                                                 | 85    |       |
| 22. Januar | Francesco Ferrara                               | italienischer Nationalökonom                                                                           | 89    |       |
| 22. Januar | David Edward Hughes                             | britisch-amerikanischer Konstrukteur und Erfinder                                                      | 68    |       |
| 22. Januar | Emil Lochner                                    | deutscher Tuchfabrikant                                                                                | 67    |       |
| 22. Januar | Leopold Regensburger                            | Rechtsanwalt in Baden                                                                                  | 65    |       |
| 22. Januar | John P. Stockton                                | US-amerikanischer Politiker                                                                            | 73    |       |
| 24. Januar | Isacco Artom                                    | italienischer Politiker                                                                                | 70    |       |
| 24. Januar | Henning von Brüsewitz                           | preußischer Offizier                                                                                   |       |       |
| 24. Januar | Ferdinand von Levetzow                          | deutscher Postbeamter, schleswig-holsteinischer Offizier, Autor und Erfinder                           | 80    |       |
| 24. Januar | Charles W. Walton                               | US-amerikanischer Politiker                                                                            | 80    |       |
| 25. Januar | Adelheid zu Hohenlohe-Langenburg                | deutsche Herzogin von Schleswig-Holstein-Sonderburg-Augustenburg                                       | 64    |       |
| 25. Januar | Stephan von Kwilecki                            | Rittergutsbesitzer und Politiker, MdR                                                                  | 60    |       |
| 25. Januar | Emil Naucke                                     | deutscher Ringer und Artist                                                                            | 44    |       |
| 26. Januar | Felix Friedrich von Lipowsky                    | deutscher Verwaltungsjurist in Bayern; Polizeidirektor in München, Regierungspräsident in Niederbayern | 75    |       |
| 27. Januar | Johann Baptist von Walter                       | deutscher Politiker                                                                                    | 68    |       |
| 28. Januar | Ludwig Bussler                                  | deutscher Musikwissenschaftler                                                                         | 61    |       |
| 28. Januar | Hanns Bruno Geinitz                             | deutscher Geologe, Mineraloge und Paläontologe                                                         | 85    |       |
| 28. Januar | Caroline Lenferna de Laresle                    | mauritische Nonne und Ordensgründerin                                                                  | 75    |       |
| 29. Januar | Reinhold Baumstark                              | deutscher Politiker, Publizist und Literaturhistoriker                                                 | 68    |       |
| 29. Januar | Charles Lewis Beale                             | US-amerikanischer Jurist und Politiker                                                                 | 75    |       |
| 29. Januar | Theodor Salzer                                  | deutscher Apotheker und Chemiker                                                                       | 66    |       |
| 30. Januar | Vittorio Bersezio                               | italienischer Dichter und Journalist                                                                   | 71    |       |
| 30. Januar | Theodor Kästner                                 | deutscher Politiker (NLP), MdL (Königreich Sachsen)                                                    | 64    |       |
| 31. Januar | John Sholto Douglas, 9. Marquess of Queensberry | Marquis, schottischer Adliger                                                                          | 55    |       |
| 31. Januar | Philipp Knoll                                   | österreichischer Pathologe                                                                             | 58    |       |
| 31. Januar | Anton Josef Reiss                               | deutscher Bildhauer                                                                                    | 64    |       |

## Februar
| Tag         | Name                                    | Beruf, bekannt als                                                                                          | Alter | Beleg |
| ----------- | --------------------------------------- | --- | ----- | ----- |
| 1. Februar  | Bernard Altum                           | deutscher römisch-katholischer Priester, Zoologe und Forstwissenschaftler                                   | 75    |       |
| 1. Februar  | Richard Graham Frost                    | US-amerikanischer Politiker                                                                                 | 48    |       |
| 1. Februar  | Domenico Maria Jacobini                 | katholischer Theologe und Kardinal                                                                          | 62    |       |
| 2. Februar  | Anton Niklas Sundberg                   | schwedischer Theologe und Erzbischof                                                                        | 81    |       |
| 2. Februar  | Carl Warhanek                           | tschechisch-österreichischer Konservenunternehmer                                                           | 71    |       |
| 3. Februar  | William Goebel                          | US-amerikanischer Politiker                                                                                 | 44    |       |
| 3. Februar  | William Stanley Haseltine               | US-amerikanischer Landschaftsmaler                                                                          | 64    |       |
| 3. Februar  | David M. Key                            | US-amerikanischer Politiker                                                                                 | 76    |       |
| 3. Februar  | Ottokar Nováček                         | slowakischer Komponist                                                                                      | 33    |       |
| 3. Februar  | Hermann Schaeffer                       | deutscher Hochschullehrer, Professor für Physik, Mathematik und Astronomie                                  | 75    |       |
| 3. Februar  | Camillo Starhemberg                     | österreichischer Politiker                                                                                  | 64    |       |
| 3. Februar  | Thomas Grainger Stewart                 | britischer Pathologe                                                                                        | 62    |       |
| 3. Februar  | Helena Stollenwerk                      | deutsche Ordensgründerin, Mitbegründerin der Steyler Missionsschwestern                                     | 47    |       |
| 4. Februar  | Battison Haynes                         | britischer Organist, Pianist und Komponist                                                                  | 40    |       |
| 4. Februar  | Carl Möring                             | deutscher Politiker, MdHB, Senator und Kaufmann                                                             | 81    |       |
| 4. Februar  | Jane Stuart-Wortley                     | britische Philanthropin des viktorianischen Zeitalters                                                      | 79    |       |
| 5. Februar  | William H. Gilder                       | US-amerikanischer Journalist, Autor und Soldat                                                              | 61    |       |
| 5. Februar  | Leopold Moro                            | österreichischer Politiker                                                                                  | 73    |       |
| 6. Februar  | Wilhelm Buff                            | deutscher Richter und Politiker im Großherzogtum Hessen                                                     | 74    |       |
| 6. Februar  | William Wilson Hunter                   | schottischer Politiker und Schriftsteller                                                                   | 59    |       |
| 6. Februar  | Pjotr Lawrowitsch Lawrow                | russischer Philosoph und Publizist                                                                          | 76    |       |
| 7. Februar  | Karl Kallenberg                         | deutscher Turner                                                                                            | 74    |       |
| 7. Februar  | Diedrich Gerhard Roggemann              | deutscher Jurist und Politiker (NLP), Oldenburger Bürgermeister, MdR                                        | 60    |       |
| 7. Februar  | Achille Sfondrini                       | italienischer Architekt                                                                                     |       |       |
| 7. Februar  | Franz Wilhelm Sonreck                   | deutscher Orgelbauer                                                                                        | 77    |       |
| 7. Februar  | Petko Wojwoda                           | bulgarischer Revolutionär und Freiheitskämpfer                                                              | 55    |       |
| 8. Februar  | Ludwig Meyer                            | deutscher Psychiater; Hochschullehrer und Rektor in Göttingen                                               | 72    |       |
| 9. Februar  | Paul-Jean Clays                         | belgischer Marinemaler und Aquarellist                                                                      | 80    |       |
| 9. Februar  | Eduard Schenk                           | deutscher Jurist und Politiker (Zentrum), MdR                                                               | 78    |       |
| 9. Februar  | Richard W. Thompson                     | US-amerikanischer Politiker                                                                                 | 90    |       |
| 10. Februar | Peter Becker                            | preußischer Bürgermeister in Eupen                                                                          | 87    |       |
| 10. Februar | Samuel C. Forker                        | US-amerikanischer Politiker                                                                                 | 78    |       |
| 11. Februar | Ferry Bératon                           | österreichischer Maler, Bildhauer und Schriftsteller                                                        | 40    |       |
| 11. Februar | Charles Émile Blanchard                 | französischer Zoologe und Entomologe                                                                        | 80    |       |
| 11. Februar | Fedor Jagor                             | deutscher Forschungsreisender und Ethnograph                                                                | 83    |       |
| 12. Februar | Maximin Deloche                         | französischer Historiker                                                                                    | 82    |       |
| 12. Februar | Nikolai Florianowitsch Dobrowolski      | russischer Maler des Realismus                                                                              |       |       |
| 12. Februar | Carl Maria Paul                         | österreichischer Geologe                                                                                    | 61    |       |
| 13. Februar | Charles A. Chickering                   | US-amerikanischer Politiker                                                                                 | 56    |       |
| 14. Februar | Giovanni Canestrini                     | italienischer Zoologe                                                                                       | 64    |       |
| 14. Februar | Ernst Ludwig Herrfurth                  | preußischer Staatsmann                                                                                      | 69    |       |
| 14. Februar | Theodor von Muncker                     | deutscher Verwaltungsjurist und Kommunalpolitiker                                                           | 76    |       |
| 14. Februar | Paul von Reibnitz                       | deutscher Marineoffizier                                                                                    | 61    |       |
| 15. Februar | Adrien René Franchet                    | französischer Botaniker                                                                                     | 65    |       |
| 15. Februar | Karl Theodor Robert Luther              | deutscher Astronom, Entdecker zahlreicher Asteroiden                                                        | 77    |       |
| 16. Februar | Georg Pfeiffer                          | deutscher Verwaltungsbeamter                                                                                | 74    |       |
| 16. Februar | Julius Schrader                         | deutscher Maler                                                                                             | 84    |       |
| 17. Februar | Heinrich Brandis                        | österreichischer katholisch-konservativer Politiker                                                         | 78    |       |
| 17. Februar | Abraham Weil                            | bayerischer Finanzbeamter jüdischer Abstammung; Ehrenbürger von Leimersheim in Rheinland-Pfalz              | 66    |       |
| 18. Februar | Eugenio Beltrami                        | italienischer Mathematiker                                                                                  | 64    |       |
| 18. Februar | Adele Berger                            | österreichische Schriftstellerin                                                                            | 33    |       |
| 18. Februar | Oskar Göschen                           | deutscher Heraldiker                                                                                        |       |       |
| 18. Februar | Clinton L. Merriam                      | US-amerikanischer Politiker                                                                                 | 75    |       |
| 19. Februar | Gustav Runge                            | deutscher Architekt                                                                                         | 77    |       |
| 20. Februar | William Beard                           | amerikanischer Tiermaler                                                                                    | 76    |       |
| 20. Februar | Felix von Bethmann Hollweg              | preußischer Landrat, Gutsherr und Politiker (Freikonservative Partei), MdR und des Preußischen Herrenhauses | 75    |       |
| 20. Februar | Newton Nash Clements                    | US-amerikanischer Politiker                                                                                 | 62    |       |
| 20. Februar | Charles C. Comstock                     | US-amerikanischer Politiker                                                                                 | 81    |       |
| 20. Februar | Elisabeth Otter-Knoll                   | niederländische Stifterin                                                                                   | 82    |       |
| 20. Februar | Washakie                                | Häuptling der Shoshonen                                                                                     |       |       |
| 21. Februar | Friedrich Hilsmann                      | deutscher Arzt und Demokrat                                                                                 | 91    |       |
| 21. Februar | Bleick Matthias Bleicken                | deutscher Politiker und Bürgermeister von Ottensen                                                          | 64    |       |
| 21. Februar | Charles Piazzi Smyth                    | schottischer Astronom und Esoteriker                                                                        | 81    |       |
| 21. Februar | Benjamin Wood                           | US-amerikanischer Politiker                                                                                 | 79    |       |
| 22. Februar | Ottmar Hofmann                          | deutscher Mediziner und Entomologe                                                                          | 64    |       |
| 22. Februar | Ernst Christian Carl Kruse              | deutscher Arzt und Politiker (NLP), MdR                                                                     | 62    |       |
| 22. Februar | John McNulta                            | US-amerikanischer Politiker                                                                                 | 63    |       |
| 22. Februar | Henry C. Miner                          | US-amerikanischer Impresario und Politiker                                                                  | 57    |       |
| 22. Februar | Adolf Poinsignon                        | deutscher Offizier, Historiker und Archivar                                                                 | 63    |       |
| 22. Februar | Hermann Joachim Eduard Schmidt          | deutscher Handwerker und Politiker (NLP), MdR                                                               | 69    |       |
| 23. Februar | William Butterfield                     | englischer Architekt                                                                                        | 85    |       |
| 23. Februar | Ernest Dowson                           | englischer Dichter                                                                                          | 32    |       |
| 23. Februar | Wilhelm Dürr der Jüngere                | deutscher Maler, Zeichner und Hochschullehrer                                                               | 42    |       |
| 23. Februar | Abraham Hirsch                          | schwedischer, jüdischer Musikverleger                                                                       | 84    |       |
| 23. Februar | Franz von Jauner                        | österreichischer Schauspieler und Theaterdirektor                                                           | 68    |       |
| 23. Februar | Otto Leichtenstern                      | deutscher Internist                                                                                         | 54    |       |
| 23. Februar | Léon Nagant                             | belgischer Waffenkonstrukteur, Fabrikant                                                                    |       |       |
| 23. Februar | Gabriel Auguste van der Straten-Ponthoz | belgischer Diplomat                                                                                         | 87    |       |
| 24. Februar | Wilhelm von Flattich                    | deutsch-österreichischer Architekt                                                                          | 73    |       |
| 24. Februar | Richard Hovey                           | US-amerikanischer Dichter                                                                                   | 35    |       |
| 24. Februar | Theodor Rohde                           | Oberkonsistorialrat                                                                                         | 68    |       |
| 24. Februar | William S. King                         | US-amerikanischer Politiker                                                                                 | 71    |       |
| 25. Februar | Ludwig von Knebel Doeberitz             | preußischer Gutsbesitzer und Politiker                                                                      | 55    |       |
| 25. Februar | William Stott                           | englischer Maler                                                                                            | 42    |       |
| 25. Februar | Ludwig Adolf Wiese                      | deutscher Pädagoge und Ministerialbeamter                                                                   | 93    |       |
| 26. Februar | Leopold Grützmacher                     | deutscher Cellist und Komponist                                                                             | 64    |       |
| 26. Februar | Jürgen Andreas Marcussen                | dänischer Orgelbauer                                                                                        | 83    |       |
| 26. Februar | Gustav von Metzsch                      | sächsischer Politiker                                                                                       | 64    |       |
| 26. Februar | Peter Anton Schleisner                  | dänischer Arzt und Epidemiologe                                                                             | 81    |       |
| 27. Februar | Albert Möser                            | deutscher Schriftsteller und Lehrer                                                                         | 64    |       |
| 27. Februar | Arnold Sinning                          | deutscher Gutsbesitzer und Abgeordneter des Provinziallandtages der preußischen Provinz Hessen-Nassau       | 77    |       |
| 27. Februar | Adolf Zahn                              | deutscher reformierter Geistlicher                                                                          | 65    |       |
| 28. Februar | Günther von der Groeben                 | preußischer Generalleutnant                                                                                 | 67    |       |
| 28. Februar | Georg Meyer                             | deutscher Jurist, Hochschullehrer und Politiker (NLP), MdR                                                  | 59    |       |
| 28. Februar | Ambros Trient                           | deutscher Bauingenieur                                                                                      | 73    |       |
| 28. Februar | Justus Ulrich                           | deutscher Brauereibesitzer und Politiker (NLP), MdR                                                         | 64    |       |
| 28. Februar | James Wilson                            | schottischer Fußballtorwart                                                                                 | 34    |       |
| 28. Februar | Candidus Zapfl                          | Abt | 71    |       |

## März
| Tag      | Name                               | Beruf, bekannt als                                                                         | Alter | Beleg |
| -------- | ---------------------------------- | ------------------------------------------------------------------------------------------ | ----- | ----- |
| 1. März  | Eduard Helsted                     | dänischer Violinist, Komponist und Musikpädagoge                                           | 83    |       |
| 2. März  | Ludwig Held                        | österreichischer Schriftsteller und Librettist                                             | 62    |       |
| 2. März  | António de Serpa Pimentel          | portugiesischer Politiker                                                                  | 74    |       |
| 3. März  | Sydney Parham Epes                 | US-amerikanischer Politiker                                                                | 34    |       |
| 3. März  | Joseph Keller                      | deutscher Politiker                                                                        | 46    |       |
| 3. März  | Ludwig Purtscheller                | österreichischer Bergsteiger und Lehrer                                                    | 50    |       |
| 3. März  | Franz Heinrich Reusch              | katholischer Theologe (Alttestamentler) und altkatholischer Kirchenhistoriker              | 74    |       |
| 3. März  | George Rümker                      | deutscher Astronom und zweiter Direktor der Hamburger Sternwarte                           | 67    |       |
| 4. März  | Gerrit de Vries                    | niederländischer Staatsmann                                                                | 82    |       |
| 5. März  | Emmanuel Liais                     | Astronom, Botaniker und Forschungsreisender                                                | 74    |       |
| 5. März  | Władysław Malecki                  | polnischer Maler                                                                           | 64    |       |
| 5. März  | Franz Michael Zahn                 | deutscher evangelischer Theologe                                                           | 66    |       |
| 6. März  | Carl Bechstein                     | deutscher Klavierbauer                                                                     | 73    |       |
| 6. März  | Gottlieb Daimler                   | deutscher Ingenieur, Konstrukteur und Industrieller                                        | 65    |       |
| 6. März  | Friedrich Eiselein                 | deutscher Altphilologe und Historiker                                                      | 70    |       |
| 6. März  | Alfred C. Harmer                   | US-amerikanischer Politiker                                                                | 74    |       |
| 6. März  | Otto von Hoffmann (General, 1816)  | preußischer Generalleutnant                                                                | 83    |       |
| 6. März  | Friedrich Kirchner                 | deutscher Philosoph, Philosophie- und Literaturhistoriker, Theologe und Gymnasialprofessor | 51    |       |
| 7. März  | August Silberstein                 | österreichischer Dichter und Schriftsteller                                                | 72    |       |
| 8. März  | Clara Biller                       | deutsche Porträt- und Genremalerin, Journalistin und Schriftstellerin                      |       |       |
| 8. März  | Josef Fröstl                       | österreichischer Politiker; Bürgermeister von St. Pölten (1888–1892)                       | 61    |       |
| 8. März  | Heinrich-Carl Hedrich              | deutscher Mühlen- und Maschinenbaumeister                                                  | 83    |       |
| 8. März  | Maximilian Wilhelm Reichert        | deutscher Kaufmann, Hotelier und Politiker (Zentrum), MdR                                  | 69    |       |
| 9. März  | Maurice La Châtre                  | französischer Verleger, Romanist und Lexikograf                                            | 85    |       |
| 9. März  | Viktor von Usedom                  | preußischer Generalleutnant                                                                | 57    |       |
| 10. März | Karl Doppler                       | deutsch-ungarischer Komponist                                                              | 74    |       |
| 10. März | Emil Engelmann                     | deutscher Schriftsteller                                                                   | 62    |       |
| 10. März | Johann Peter Emilius Hartmann      | dänischer Komponist                                                                        | 94    |       |
| 10. März | John Holdeman                      | mennonitischer Prediger                                                                    | 68    |       |
| 11. März | Emil Blösch                        | Schweizer reformierter Theologe, Kirchenhistoriker und Bibliothekar                        | 62    |       |
| 11. März | Ludolf Parisius                    | deutscher Jurist, Publizist, altmärkischer Heimatforscher und Politiker (DFP), MdR         | 72    |       |
| 12. März | Luigi di Canossa                   | italienischer Kardinal                                                                     | 90    |       |
| 12. März | Adolf von Sacken                   | österreichischer Feldmarschalleutnant und Archivar                                         | 69    |       |
| 13. März | Catherine Wolfe Bruce              | US-amerikanische Patronin der Astronomie                                                   | 84    |       |
| 13. März | Henri Didon                        | französischer Dominikaner                                                                  | 59    |       |
| 13. März | Alois Düll                         | österreichischer Bildhauer des Historismus                                                 | 56    |       |
| 13. März | Karl von Huene                     | preußischer Politiker (Zentrum), MdR                                                       | 62    |       |
| 13. März | Jan Ondříček                       | tschechischer Kapellmeister, Geiger und Musikpädagoge                                      | 67    |       |
| 13. März | Gottfried Seelos                   | österreichischer Maler                                                                     | 71    |       |
| 13. März | Rudolf Stähelin-Stockmeyer         | Schweizer Theologe                                                                         | 58    |       |
| 15. März | Elwin Bruno Christoffel            | deutscher Mathematiker                                                                     | 70    |       |
| 15. März | Ernst von Keffenbrinck-Griebenow   | deutscher Gutsherr, Verwaltungsbeamter und Hofbeamter                                      | 75    |       |
| 15. März | Robert Viktor von Puttkamer        | deutscher Politiker, MdR                                                                   | 71    |       |
| 15. März | Gustav Tolkmitt                    | deutscher Wasserbauingenieur                                                               | 51    |       |
| 16. März | Augusto Guidi                      | italienischer Geistlicher, Kurienerzbischof der römisch-katholischen Kirche                | 62    |       |
| 16. März | Gustav Karsten                     | deutscher Mineraloge, Physiker und Politiker (DFP), MdR; Rektor der Universität Kiel       | 79    |       |
| 16. März | Friedrich Knoll                    | deutscher Geometer und Schriftsteller                                                      | 58    |       |
| 16. März | Carl Teichmann                     | deutscher Ingenieur und Hochschullehrer                                                    | 61    |       |
| 17. März | Paula Carlsen                      | deutsche Kinderdarstellerin und Theaterschauspielerin                                      | 61    |       |
| 17. März | Franz von Zychlinski               | preußischer Offizier, zuletzt General der Infanterie                                       | 83    |       |
| 18. März | Adolph Bernhard Cronemeyer         | deutscher Kaufmann und Politiker (DFP), MdR                                                | 71    |       |
| 18. März | Hjalmar Kiærskou                   | dänischer Botaniker                                                                        | 64    |       |
| 18. März | António Nobre                      | portugiesischer Lyriker                                                                    | 32    |       |
| 18. März | Karel Ooms                         | belgischer Maler                                                                           | 55    |       |
| 19. März | Heinrich Volkmar Andreae           | deutsch-schweizerischer Apotheker                                                          | 82    |       |
| 19. März | John Bingham                       | US-amerikanischer Politiker (Republikanische Partei)                                       | 85    |       |
| 19. März | John Böie                          | deutscher Violinist, Komponist und Dirigent                                                | 78    |       |
| 19. März | Charles-Louis Hanon                | französischer Pianist und Komponist                                                        | 80    |       |
| 19. März | Michele Ruggiero                   | italienischer Architekt, Bauforscher und Klassischer Archäologe                            | 88    |       |
| 20. März | Friedrich Brandstetter             | österreichischer Politiker                                                                 | 67    |       |
| 20. März | Ulrich Jahn                        | deutscher Germanist und Erzählforscher                                                     | 38    |       |
| 21. März | Wilhelm Meyer                      | Bürgermeister von Malstatt                                                                 | 65    |       |
| 21. März | Josef Pohl                         | österreichischer Chemiker                                                                  | 75    |       |
| 22. März | Franz Adolf Namszanowski           | Armeebischof in Preußen                                                                    | 79    |       |
| 23. März | Julius Benfey                      | deutscher Wirtschaftsjurist und Bankdirektor                                               | 64    |       |
| 23. März | Emil von Berger                    | preußischer Offizier, zuletzt Generalleutnant                                              | 86    |       |
| 23. März | Domenico Bresolin                  | italienischer Maler und Fotograf                                                           | 86    |       |
| 23. März | Nikolaus Dumba                     | österreichischer Unternehmer, Politiker und Kunstmäzen                                     | 69    |       |
| 23. März | Adolf Jagenberg                    | preußischer Fabrikant und Politiker                                                        | 80    |       |
| 23. März | Christian Jensen                   | deutscher Missionar                                                                        | 61    |       |
| 23. März | Vilmos Zsolnay                     | ungarischer Keramikkünstler und Großindustrieller                                          | 71    |       |
| 24. März | Bernhard Bohtz                     | deutscher Rittergutsbesitzer und Politiker, MdR                                            | 62    |       |
| 24. März | Franz Gesellius                    | deutscher Arzt und Journalist                                                              | 59    |       |
| 24. März | Wilhelm Heinrich Waagen            | deutscher Paläontologe und Geologe                                                         | 58    |       |
| 25. März | Bianca Bobertag                    | deutsche Schriftstellerin                                                                  | 53    |       |
| 25. März | Moritz von Eigner                  | österreichischer liberaler Politiker                                                       | 77    |       |
| 25. März | Adolf Henning                      | deutscher Maler                                                                            | 91    |       |
| 25. März | Johann Eduard Hofmokl              | österreichischer Chirurg                                                                   | 59    |       |
| 25. März | Jakob Pallenberg                   | deutscher Kunstschreiner und Mäzen                                                         | 68    |       |
| 26. März | Heinrich Theodor Flathe            | deutscher Historiker                                                                       | 72    |       |
| 26. März | Paul Fuhrmann                      | deutscher Bergwerksdirektor                                                                | 50    |       |
| 26. März | Camillo Mazzella                   | italienischer Theologe und Kardinal                                                        | 67    |       |
| 26. März | Dudley Ryder, 3. Earl of Harrowby  | britischer Politiker der Conservative Party, Mitglied des House of Commons und Peer        | 69    |       |
| 26. März | John Marshall Stone                | US-amerikanischer Politiker                                                                | 69    |       |
| 26. März | Isaac Mayer Wise                   | US-amerikanischer Rabbiner tschechischer Herkunft                                          | 80    |       |
| 27. März | Julius Löbe                        | sächsischer Linguist und Theologe                                                          | 95    |       |
| 28. März | Vincent Graf Benedetti             | französischer Diplomat                                                                     | 82    |       |
| 28. März | Mendel Hirsch                      | deutsch-jüdischer Pädagoge und Bibelkommentator, trat aber auch als Dichter hervor         | 67    |       |
| 28. März | Petrus Jacobus Joubert             | südafrikanischer Burengeneral, Generalkommandant der Südafrikanischen Republik             | 66    |       |
| 28. März | William Henry Stanton              | US-amerikanischer Politiker                                                                | 56    |       |
| 29. März | August Ganghofer                   | deutscher Forstbeamter                                                                     | 72    |       |
| 29. März | Leonid Petrowitsch Radin           | russischer Revolutionär                                                                    | 39    |       |
| 29. März | Philetus Sawyer                    | US-amerikanischer Politiker                                                                | 83    |       |
| 30. März | Léon Cahun                         | französischer Schriftsteller und Orientalist                                               | 58    |       |
| 30. März | Konrad Karl Finck von Finckenstein | deutscher Rittergutsbesitzer, Hofbeamter und Parlamentarier                                | 79    |       |
| 30. März | Leonardo Murialdo                  | römisch-katholischer Priester und Ordensgründer                                            | 71    |       |
| 30. März | James W. Owens                     | US-amerikanischer Politiker                                                                | 61    |       |
| 31. März | Wilhelm Bauer                      | deutscher oder österreichischer Automobilrennfahrer                                        |       |       |
| 31. März | Charles Hopper Gibson              | US-amerikanischer Politiker                                                                | 58    |       |
| 31. März | Josef Gruber                       | österreichischer Mediziner                                                                 | 72    |       |
| 31. März | Paul Parey                         | deutscher Verleger und Vorsitzender des Börsenverein der Deutschen Buchhändler             | 58    |       |

## April
| Tag       | Name                               | Beruf, bekannt als                                                                                      | Alter | Beleg |
| --------- | ---------------------------------- | --- | ----- | ----- |
| 1. April  | Hermann Böhlau                     | deutscher Verlagsbuchhändler                                                                            | 73    |       |
| 1. April  | St. George Mivart                  | englischer Biologe                                                                                      | 72    |       |
| 1. April  | Otto von Sarwey                    | deutscher Beamter und Politiker, MdR                                                                    | 74    |       |
| 2. April  | Gustaf Åkerhielm                   | schwedischer Jurist und Premierminister                                                                 | 66    |       |
| 2. April  | Hermann Gleich                     | Weihbischof, Generalvikar und Kapitularvikar von Breslau                                                | 84    |       |
| 3. April  | Ernest Francillon                  | Uhrmacher und Politiker                                                                                 | 65    |       |
| 3. April  | Ernst Robert Schneider             | deutscher Chemiker                                                                                      | 75    |       |
| 4. April  | John Bidwell                       | US-amerikanischer Siedler und Anführer auf dem California Trail, Gründer der Stadt Chico in Kalifornien | 80    |       |
| 4. April  | Eliakim H. Moore                   | US-amerikanischer Politiker                                                                             | 87    |       |
| 4. April  | Karl Michael Oertel                | deutscher Buchdruckereibesitzer und Politiker (SPD), MdR                                                | 34    |       |
| 5. April  | Joseph Bertrand                    | französischer Mathematiker und Pädagoge                                                                 | 78    |       |
| 5. April  | Hubert von Meyerinck               | preußischer Generalleutnant und Schriftsteller                                                          | 72    |       |
| 5. April  | Osman Nuri Pascha                  | türkischer Feldherr                                                                                     |       |       |
| 6. April  | Georg Christian Freund             | dänischer Bildhauer                                                                                     | 79    |       |
| 7. April  | Nikolai Nikolajewitsch Charusin    | russischer Ethnograph                                                                                   | 34    |       |
| 7. April  | Frederic Edwin Church              | US-amerikanischer Landschaftsmaler                                                                      | 73    |       |
| 8. April  | Heinrich Bethmann Klemm            | deutscher Jurist                                                                                        | 83    |       |
| 8. April  | Robert Koenig                      | deutscher Philologe, Schriftsteller und Zeitschriftenredakteur                                          | 71    |       |
| 8. April  | Albert Laurin                      | preußischer Generalleutnant                                                                             | 83    |       |
| 8. April  | Max Planck                         | deutscher Pädagoge                                                                                      | 77    |       |
| 9. April  | Rodrigo zu Dohna-Finckenstein      | deutscher Großgrundbesitzer, MdR                                                                        | 84    |       |
| 9. April  | Adolf von Engel                    | deutscher Majoratsbesitzer und Politiker, MdR                                                           | 66    |       |
| 9. April  | Friedrich Maassen                  | deutsch-österreichischer Rechtsprofessor und Publizist                                                  | 76    |       |
| 10. April | Julius Bagel                       | deutscher Buchhändler, Verleger und Druckereibesitzer                                                   | 74    |       |
| 10. April | Frank Hamilton Cushing             | Ethnologe                                                                                               | 42    |       |
| 10. April | Ami Girard                         | Schweizer Politiker und Offizier                                                                        | 81    |       |
| 11. April | Seth Maxwell Barton                | General des konföderierten Heeres im Amerikanischen Bürgerkrieg                                         | 70    |       |
| 11. April | Karl Bethge                        | deutscher Ingenieur                                                                                     | 53    |       |
| 11. April | Ignac Orožen                       | slowenischer Geistlicher und Historiker                                                                 | 81    |       |
| 12. April | Tomás Gomensoro                    | Präsident Uruguays                                                                                      | 90    |       |
| 12. April | William McFarland                  | US-amerikanischer Politiker                                                                             | 78    |       |
| 13. April | William Bottomley                  | deutsch-englischer Tiermaler                                                                            | 83    |       |
| 13. April | Hermann Wilhelm Schlüter           | deutscher Buchdrucker und Verleger                                                                      | 54    |       |
| 14. April | Ernest Boulanger                   | französischer Komponist und Hochschullehrer                                                             | 84    |       |
| 14. April | Constantin von Renz                | württembergischer Oberamtmann                                                                           | 60    |       |
| 16. April | Dankmar Adler                      | US-amerikanischer Architekt                                                                             | 55    |       |
| 16. April | Georg Bassler                      | deutscher Drucker, Sozialdemokrat                                                                       | 42    |       |
| 16. April | John W. Hunter                     | US-amerikanischer Politiker                                                                             | 92    |       |
| 17. April | Anne Beale                         | walisische Schriftstellerin                                                                             |       |       |
| 17. April | Leonard Jacobi                     | deutscher Rechtswissenschaftler und Hochschullehrer                                                     | 67    |       |
| 18. April | Elling Carlsen                     | norwegischer Seefahrer und Entdecker                                                                    | 80    |       |
| 18. April | Rudolf Charousek                   | ungarischer Schachspieler                                                                               | 26    |       |
| 18. April | Justus von Rosenberg-Gruszczynski  | deutscher Verwaltungsjurist                                                                             | 62    |       |
| 19. April | Howard Roberts                     | amerikanischer Bildhauer                                                                                | 57    |       |
| 19. April | Heinrich von Rosenberg             | preußischer General der Kavallerie, Amateur-Rennreiter                                                  | 66    |       |
| 19. April | Mekke Willms Swyter                | baptistischer Geistlicher                                                                               | 61    |       |
| 20. April | Johan Fredrik Åbom                 | schwedischer Architekt                                                                                  | 82    |       |
| 20. April | Alexandre Falguière                | französischer Maler und Bildhauer                                                                       | 68    |       |
| 20. April | Friedrich Krebs                    | deutscher Papyrologe                                                                                    | 32    |       |
| 20. April | Hermann von Tresckow               | preußischer General der Infanterie                                                                      | 81    |       |
| 21. April | Wilhelm Jahn                       | österreichischer Musiker und Dirigent, Hofoperndirektor der Wiener Hofoper                              | 64    |       |
| 21. April | Alphonse Milne-Edwards             | französischer Ornithologe, Crustaceologe und Naturforscher                                              | 64    |       |
| 21. April | Matt Parrott                       | US-amerikanischer Politiker                                                                             | 62    |       |
| 21. April | Eduard Schöningh                   | österreichischer Marineoffizier, Bürgermeister von Meppen                                               | 76    |       |
| 21. April | Heinrich Vogl                      | deutscher Heldentenor und Komponist                                                                     | 55    |       |
| 22. April | Auguste-Rosalie Bisson             | französischer Fotograf                                                                                  | 73    |       |
| 22. April | Amédée-François Lamy               | französischer Kolonialist und Militär                                                                   | 42    |       |
| 22. April | Otto Minkert                       | deutscher Architekt                                                                                     | 54    |       |
| 22. April | Tobias Mullen                      | US-amerikanischer römisch-katholischer Geistlicher                                                      | 82    |       |
| 22. April | Rabih az-Zubayr                    | Kriegsherr und Herrscher im Bereich des Tschad-See                                                      |       |       |
| 23. April | Jasper Francis Cropsey             | US-amerikanischer Maler                                                                                 | 77    |       |
| 23. April | Karl Ernst Hartig                  | deutscher Technologe und Hochschullehrer                                                                | 64    |       |
| 23. April | Édouard Mantois                    | französischer Segler                                                                                    | 51    |       |
| 23. April | Otto Naumann                       | preußischer Geheimrat und Landrat                                                                       | 64    |       |
| 24. April | Othmar Blumer                      | Schweizer Industrieller und Politiker                                                                   | 51    |       |
| 24. April | August Breimer                     | hessischer Politiker und Landtagsabgeordneter Großherzogtum Hessen                                      | 54    |       |
| 24. April | George Campbell, 8. Duke of Argyll | britischer Adliger und Politiker                                                                        | 76    |       |
| 24. April | Albert Grau                        | deutscher Architekt                                                                                     | 62    |       |
| 24. April | Andrew Smith Hallidie              | Förderer der „Clay Street Hill Railroad“ in San Francisco, USA                                          | 64    |       |
| 25. April | Ludwig Kneiss                      | deutscher Sänger, Schauspieler, Sekretär und Bibliothekar                                               | 69    |       |
| 25. April | André Langrand-Dumonceau           | belgischer Bankier                                                                                      | 73    |       |
| 26. April | William Dunbar Holder              | US-amerikanischer und konföderierter Politiker sowie Offizier in der Konföderiertenarmee                | 76    |       |
| 26. April | Ernst Knippel                      | deutscher Zeichner, Grafiker, Illustrator, Kupferstecher und Verleger                                   | 89    |       |
| 26. April | Alexandra von Oldenburg            | deutsche Prinzessin, Großfürstin von Russland und Nonne                                                 | 61    |       |
| 27. April | Wenzel Hecke                       | österreichischer Agrarwissenschaftler                                                                   | 76    |       |
| 27. April | Georg Kannengießer                 | deutscher Maler                                                                                         | 85    |       |
| 27. April | Wassili Pawlowitsch Wassiljew      | russischer Sinologe                                                                                     | 82    |       |
| 27. April | Anton Werres                       | deutscher Bildhauer                                                                                     | 70    |       |
| 28. April | Franzischak Bahuschewitsch         | belarussischer Poet, Schriftsteller und Übersetzer                                                      | 60    |       |
| 28. April | Izrael Poznański                   | polnischer Philanthrop und Geschäftsmann (Fabrikant)                                                    | 66    |       |
| 28. April | Anton Saurma von der Jeltsch       | deutscher Diplomat                                                                                      | 64    |       |
| 29. April | Moritz von Cohn                    | deutscher Privatbankier jüdischer Abstammung                                                            | 87    |       |
| 30. April | August Blaas                       | deutscher Bürgermeister                                                                                 | 71    |       |
| 30. April | Casey Jones                        | US-amerikanischer Lokomotivführer                                                                       | 36    |       |

## Mai
| Tag     | Name                               | Beruf, bekannt als                                                                           | Alter | Beleg |
| ------- | ---------------------------------- | -------------------------------------------------------------------------------------------- | ----- | ----- |
| 1. Mai  | Mihály von Munkácsy                | ungarischer Maler                                                                            | 56    |       |
| 1. Mai  | Valerian von Schoeffer             | russischer Althistoriker                                                                     | 37    |       |
| 2. Mai  | Iwan Konstantinowitsch Aiwasowski  | russischer Marinemaler                                                                       | 82    |       |
| 2. Mai  | Fetter Schrier Hoblitzell          | US-amerikanischer Politiker                                                                  | 61    |       |
| 2. Mai  | Lars Oftedal                       | norwegischer Pfarrer, Prädikant, Journalist und Politiker                                    | 61    |       |
| 2. Mai  | Franz Ludwig Steinmeyer            | deutscher evangelischer Pfarrer und Professor der Theologie                                  | 88    |       |
| 2. Mai  | Waitman T. Willey                  | US-amerikanischer Politiker                                                                  | 88    |       |
| 3. Mai  | Ferdinand von Kummer               | preußischer Offizier, zuletzt General der Infanterie                                         | 84    |       |
| 3. Mai  | Aurelio Tiratelli                  | italienischer Maler                                                                          |       |       |
| 4. Mai  | Hermann Buchler                    | deutscher Unternehmer                                                                        | 84    |       |
| 4. Mai  | Adolf Karl Ludwig Claus            | deutscher Chemiker                                                                           | 61    |       |
| 4. Mai  | Otto Dreyer                        | deutscher evangelischer Theologe                                                             | 62    |       |
| 4. Mai  | Heinrich Garve                     | deutscher Zigarrenarbeiter und Sozialdemokrat                                                | 54    |       |
| 4. Mai  | Franz Guthery                      | Theaterschauspieler                                                                          | 50    |       |
| 4. Mai  | Augustus Pitt Rivers               | britischer Ethnologe und Archäologe                                                          | 73    |       |
| 5. Mai  | Johannes Evangelist Haller         | Kardinal und Fürsterzbischof von Salzburg                                                    | 75    |       |
| 6. Mai  | William Crowninshield Endicott     | US-amerikanischer Jurist und Politiker                                                       | 73    |       |
| 6. Mai  | Anna Rosa Gattorno                 | italienische Wohltäterin, Nonne und Mystikerin                                               | 68    |       |
| 7. Mai  | David B. Culberson                 | US-amerikanischer Politiker                                                                  | 69    |       |
| 7. Mai  | Friedrich Hotze                    | k. u. k. Feldmarschallleutnant, Militärschriftsteller und Lehrer                             | 66    |       |
| 8. Mai  | Ernst Heinrich Lindemann           | Bürgermeister von Essen                                                                      | 67    |       |
| 8. Mai  | Emil Schüller                      | deutscher Oberbürgermeister von Koblenz                                                      | 57    |       |
| 8. Mai  | Benjamin Wilson                    | US-amerikanischer Buchdrucker, Bibelübersetzer und Kirchenmitbegründer                       |       |       |
| 9. Mai  | Latimer Whipple Ballou             | US-amerikanischer Politiker                                                                  | 88    |       |
| 9. Mai  | Carit Etlar                        | dänischer Schriftsteller                                                                     | 83    |       |
| 9. Mai  | Heinrich Laudahn                   | deutscher Mediziner                                                                          | 69    |       |
| 10. Mai | Michail Sabinin                    | russisch-georgischer Mönch, Historiker und Hagiograf                                         |       |       |
| 11. Mai | Carl Koch                          | deutscher Maler, Freskant, Grafiker, Lithograf und Zeichner                                  | 93    |       |
| 11. Mai | Franz Unterberger                  | österreichischer Kaufmann und Politiker, Landtagsabgeordneter                                | 69    |       |
| 13. Mai | Bou Ahmed                          | regierender Großwesir in Marokko                                                             |       |       |
| 13. Mai | Carl Wilhelm Christian von Doderer | österreichischer Architekt und Professor                                                     | 75    |       |
| 13. Mai | Hermann Levi                       | deutscher Orchesterdirigent                                                                  | 60    |       |
| 14. Mai | Sergei Sergejewitsch Korsakow      | russischer Nervenarzt                                                                        | 46    |       |
| 14. Mai | Gustave Pictet                     | Schweizer Jurist und Politiker                                                               | 73    |       |
| 15. Mai | Otto Haeusler                      | deutscher Jurist und Politiker                                                               | 77    |       |
| 15. Mai | Franklin Barlow Sexton             | US-amerikanischer Jurist sowie konföderierter Politiker und Soldat                           | 72    |       |
| 16. Mai | Karl von Marcard                   | preußischer Verwaltungsbeamter                                                               | 42    |       |
| 17. Mai | Hermann von Eichendorff            | preußischer Adeliger und Jurist sowie Herausgeber und Biograf                                | 84    |       |
| 17. Mai | Hermann Howaldt                    | deutscher Ingenieur                                                                          | 47    |       |
| 17. Mai | Eugène Lambert                     | französischer Maler                                                                          | 74    |       |
| 17. Mai | Auburn Pridemore                   | US-amerikanischer Politiker                                                                  | 62    |       |
| 17. Mai | Marie Proksch                      | tschechische Pianistin und Komponistin                                                       |       |       |
| 18. Mai | Carl Biebighäuser                  | deutscher Räuberhauptmann                                                                    | 57    |       |
| 18. Mai | Rudolf Bredt                       | deutscher Maschinenbauingenieur, Unternehmer                                                 | 58    |       |
| 18. Mai | Henry Jones                        | englischer Orgelbauer                                                                        | 77    |       |
| 18. Mai | Friedrich Peyer im Hof             | Schweizer Politiker und Industrieller                                                        | 82    |       |
| 18. Mai | Félix Ravaisson                    | französischer Philosoph und Archäologe                                                       | 86    |       |
| 18. Mai | Henri Gaspard de Schaller          | Schweizer Politiker                                                                          | 71    |       |
| 20. Mai | Gustav Graben-Hoffmann             | deutscher Komponist und Sänger                                                               | 80    |       |
| 20. Mai | André Léo                          | französische Schriftstellerin, Journalistin und Feministin                                   | 75    |       |
| 21. Mai | Anna Thekla von Weling             | deutsche Schriftstellerin, Übersetzerin und die Gründerin der Blankenburger Allianzkonferenz | 63    |       |
| 22. Mai | Nathaniel P. Hill                  | US-amerikanischer Politiker                                                                  | 68    |       |
| 22. Mai | William Lindley                    | britischer Ingenieur                                                                         | 91    |       |
| 22. Mai | Andrew J. Rogers                   | US-amerikanischer Politiker                                                                  | 71    |       |
| 22. Mai | Julius Schad                       | deutscher Kommunalpolitiker                                                                  | 76    |       |
| 23. Mai | Francis Bicknell Carpenter         | US-amerikanischer Porträtmaler                                                               | 69    |       |
| 23. Mai | Władysław Łuszczkiewicz            | polnischer Maler, Kunstlehrer und Kunsthistoriker                                            | 71    |       |
| 24. Mai | Carl Ferdinand Blazejewski         | deutscher Pfarrer und Gründer einer Diakonieeinrichtung                                      | 38    |       |
| 24. Mai | Giovanni Geymet                    | italienischer Generalleutnant und Politiker                                                  | 68    |       |
| 24. Mai | Wilhelm von Hessen-Darmstadt       | preußischer General der Kavallerie                                                           | 54    |       |
| 25. Mai | Karl Eigenbrodt                    | deutscher Mediziner und Politiker                                                            | 74    |       |
| 25. Mai | Karl Bernhard Jäger                | deutscher Jurist und Politiker (NLP), MdR                                                    | 74    |       |
| 25. Mai | Georg Lang                         | deutscher Kirchenmaler                                                                       | 60    |       |
| 25. Mai | Wilhelm Laporte                    | deutscher Jurist und Politiker (NLP), MdR                                                    | 66    |       |
| 26. Mai | Georg Heinrich Friedrich Ulrich    | deutsch-australischer Geologe und Mineraloge                                                 | 69    |       |
| 27. Mai | Fritz Brosin                       | deutscher Frauenarzt und Geburtshelfer                                                       | 42    |       |
| 27. Mai | Adolphe Jordan                     | Schweizer Politiker (FDP)                                                                    | 54    |       |
| 27. Mai | Johann Joseph Lenzlinger           | Schweizer Zimmermeister                                                                      | 76    |       |
| 27. Mai | Karl Odermatt                      | Schweizer Politiker                                                                          | 69    |       |
| 28. Mai | Louis Deffès                       | französischer Komponist und Musikpädagoge                                                    | 80    |       |
| 28. Mai | George Grove                       | britischer Musikwissenschaftler                                                              | 79    |       |
| 28. Mai | Johann Heinrich Sierck             | deutscher Pfarrer und Politiker                                                              | 82    |       |
| 28. Mai | Friedrich Wulfert                  | deutscher Reichsgerichtsrat                                                                  | 78    |       |
| 29. Mai | Carl Lange                         | dänischer Psychologe                                                                         | 65    |       |
| 29. Mai | Gustaf Upmark der Ältere           | schwedischer Kunst- und Kulturhistoriker                                                     | 56    |       |
| 31. Mai | Anton von Scudier                  | Feldmarschallleutnant der K.u.k. Armee, Militär- und Festungskommandant von Temeswar         | 82    |       |

## Juni
| Tag      | Name                                      | Beruf, bekannt als                                                                        | Alter | Beleg |
| -------- | ----------------------------------------- | ----------------------------------------------------------------------------------------- | ----- | ----- |
| 1. Juni  | Carl Bischoff                             | deutscher Verwaltungsjurist und Parlamentarier                                            |       |       |
| 1. Juni  | Rosa Herzfeld-Link                        | deutsche Schauspielerin                                                                   | 54    |       |
| 2. Juni  | Samory Touré                              | muslimischer Militärführer in Westafrika                                                  |       |       |
| 3. Juni  | Mary Kingsley                             | englische Forschungsreisende in Afrika und Autorin                                        | 37    |       |
| 3. Juni  | Karl von Villaume                         | preußischer Offizier, zuletzt General der Artillerie sowie Militärattaché                 | 60    |       |
| 4. Juni  | Paul Zink                                 | deutscher Theaterschauspieler und -regisseur                                              | 58    |       |
| 5. Juni  | Stephen Crane                             | amerikanischer Schriftsteller                                                             | 28    |       |
| 6. Juni  | Asa Hodges                                | US-amerikanischer Politiker                                                               | 78    |       |
| 7. Juni  | Rudolph Bamberger                         | deutscher Politiker, Landtagsabgeordneter des Großherzogtum Hessen                        | 79    |       |
| 7. Juni  | Clemens Grohe                             | deutscher Kaufmann und Politiker                                                          | 71    |       |
| 8. Juni  | Henry Wellesley, 3. Duke of Wellington    | britischer Offizier und Adliger                                                           | 54    |       |
| 8. Juni  | Georg Rudolf Zimmermann                   | Schweizer evangelischer Geistlicher und Heimatforscher                                    | 75    |       |
| 9. Juni  | Reinhold Hoppe                            | deutscher Mathematiker                                                                    | 83    |       |
| 9. Juni  | Birsa Munda                               | indischer Freiheitskämpfer, Religionsgründer, Heiler, Aufständischer                      | 24    |       |
| 9. Juni  | Adolf Holm                                | deutscher Althistoriker                                                                   | 69    |       |
| 10. Juni | Carl Böttcher                             | deutscher Pädagoge und Fachautor                                                          | 61    |       |
| 10. Juni | Wilhelm Kühne                             | deutscher Physiologe                                                                      | 63    |       |
| 10. Juni | John Charles Ryle                         | britischer Geistlicher, Bischof von Liverpool                                             | 84    |       |
| 11. Juni | Julius Althaus                            | deutscher Neurologe und Klinikgründer                                                     | 67    |       |
| 11. Juni | Belle Boyd                                | Spionin im Amerikanischen Bürgerkrieg                                                     | 56    |       |
| 11. Juni | Otto Braun                                | deutscher Journalist                                                                      | 75    |       |
| 12. Juni | Jean Frédéric Frenet                      | französischer Mathematiker, Astronom und Meteorologe                                      | 84    |       |
| 12. Juni | Hilmar vom Hagen                          | preußischer Rittergutsbesitzer, Hofbeamter und Parlamentarier                             | 65    |       |
| 12. Juni | Frederik Philips                          | niederländischer Industrieller und Bankier                                                | 69    |       |
| 12. Juni | Joseph Rademacher                         | US-amerikanischer Geistlicher, Bischof von Fort Wayne                                     | 59    |       |
| 12. Juni | Carl von Seyffertitz                      | altösterreichischer Beamter, Politiker und Naturwissenschaftler                           | 75    |       |
| 13. Juni | Claudius Blanc                            | französischer Komponist                                                                   | 46    |       |
| 13. Juni | René Dagron                               | französischer Chemiker, Fotograf, Erfinder des Mikrofilms                                 | 87    |       |
| 13. Juni | William Lanigan                           | irischer Geistlicher, römisch-katholischer Bischof                                        | 80    |       |
| 13. Juni | Johann Georg von Loeper                   | deutscher Verwaltungsbeamter, Rittergutsbesitzer und Parlamentarier                       | 80    |       |
| 13. Juni | Peter II.                                 | Großherzog von Oldenburg                                                                  | 72    |       |
| 14. Juni | Gustav Röder                              | sächsischer Architekt und Baumeister                                                      | 37    |       |
| 14. Juni | Jacques Wehrung                           | deutscher Notar und Politiker, MdLA                                                       | 64    |       |
| 16. Juni | John H. Hoffecker                         | US-amerikanischer Politiker                                                               | 72    |       |
| 16. Juni | François d’Orléans, prince de Joinville   | französischer Admiral                                                                     | 81    |       |
| 17. Juni | John Hagans                               | US-amerikanischer Politiker                                                               | 61    |       |
| 17. Juni | Hans Hellmann                             | Offizier der Kaiserlichen Marine                                                          | 26    |       |
| 17. Juni | Wilhelm Kerckhoff                         | Bürgermeister                                                                             | 75    |       |
| 17. Juni | Theodor Schüz                             | deutscher Maler                                                                           | 70    |       |
| 18. Juni | Henry B. Sayler                           | US-amerikanischer Politiker                                                               | 64    |       |
| 19. Juni | Josephine von Baden                       | Prinzessin von Baden, durch Heirat Fürstin von Hohenzollern-Sigmaringen                   | 86    |       |
| 20. Juni | Johan Wolter Arnberg                      | schwedischer Ökonom und Bankdirektor                                                      | 67    |       |
| 20. Juni | Clemens von Ketteler                      | deutscher Diplomat                                                                        | 46    |       |
| 20. Juni | Ernst von Redern                          | königlich-preußischer Generalleutnant                                                     | 64    |       |
| 20. Juni | Johann Christoph Gottlob Schumann         | deutscher Pädagoge, preußischer Regierungs- und Schulrat und Schriftsteller               | 64    |       |
| 21. Juni | Clara Fechner                             | deutsche Schriftstellerin                                                                 | 90    |       |
| 21. Juni | Polibio Fumagalli                         | italienischer Komponist und Organist                                                      | 69    |       |
| 22. Juni | Arthur-Léon-Georges Imbert de Saint-Amand | französischer Diplomat, Historiker und Schriftsteller                                     | 65    |       |
| 22. Juni | August Markwordt                          | Theaterschauspieler und Opernsänger                                                       | 68    |       |
| 22. Juni | Friedrich August von Tscherning           | deutscher Forstwissenschaftler                                                            | 80    |       |
| 23. Juni | Karl Sontag                               | deutscher Schauspieler                                                                    | 72    |       |
| 24. Juni | Rudolph Sack                              | deutscher Maschinenbau-Unternehmer                                                        | 75    |       |
| 25. Juni | Ludwig Abel                               | deutscher Semitist                                                                        | 37    |       |
| 26. Juni | Jules Bara                                | belgischer Staatsmann                                                                     | 64    |       |
| 26. Juni | Ernst Hartmann                            | deutscher Historienmaler und Illustrator                                                  | 82    |       |
| 27. Juni | Ludwig Theodor Elze                       | deutscher Kirchenhistoriker, Slawist und evangelischer Geistlicher                        | 76    |       |
| 27. Juni | Mary Krebs-Brenning                       | deutsche Pianistin                                                                        | 48    |       |
| 28. Juni | William P. Edwards                        | US-amerikanischer Politiker                                                               | 64    |       |
| 28. Juni | Erastus Salisbury Field                   | US-amerikanischer Maler                                                                   | 95    |       |
| 28. Juni | Adolf Görz                                | deutscher Kaufmann und Sozialreformer                                                     | 42    |       |
| 28. Juni | Paul Désiré Trouillebert                  | französischer Maler                                                                       |       |       |
| 29. Juni | Adolf von Zemlinszky                      | österreichischer Schriftsteller und Journalist                                            | 55    |       |
| 30. Juni | Jean-François Bladé                       | französischer Ethnologe und Schriftsteller                                                | 72    |       |
| 30. Juni | William Buckingham Curtis                 | US-amerikanischer Sportfunktionär, Unternehmer, Sprinter, Kraftsportler, Eisschnellläufer | 63    |       |

## Juli
| Tag      | Name                                | Beruf, bekannt als                                                                         | Alter | Beleg |
| -------- | ----------------------------------- | ------------------------------------------------------------------------------------------ | ----- | ----- |
| 2. Juli  | Thomas Farrell                      | irischer Bildhauer                                                                         |       |       |
| 2. Juli  | Paul Lehfeldt                       | deutscher Kunsthistoriker                                                                  | 52    |       |
| 2. Juli  | Lucian Reich                        | Maler und Schriftsteller                                                                   | 83    |       |
| 3. Juli  | August Wintterlin                   | deutscher Bibliothekar, Kunstschriftsteller und Dichter                                    | 68    |       |
| 3. Juli  | Karl Gustav Zumpe                   | deutscher Jurist und konservativer Politiker, MdL (Königreich Sachsen)                     | 80    |       |
| 4. Juli  | Eduard Reinhold                     | deutscher Politiker (NLP), MdL (Königreich Sachsen)                                        | 63    |       |
| 4. Juli  | Theodor Albert Sprengel             | deutsch-baltischer Maler, Übersetzer, Schriftsteller, Kunstkritiker und Kunstlehrer        | 67    |       |
| 6. Juli  | Gustav Born                         | deutscher Embryologe                                                                       | 49    |       |
| 6. Juli  | Albert Georg Ferdinand Wandersleben | deutscher Reichsgerichtsrat                                                                | 64    |       |
| 7. Juli  | Adalbert Falk                       | preußischer Kultusminister und Präsident des Oberlandesgerichts Hamm, MdR                  | 72    |       |
| 7. Juli  | Max Koner                           | deutscher Maler                                                                            | 45    |       |
| 7. Juli  | Ernst Eduard Wiltheiss              | deutscher Mathematiker                                                                     | 45    |       |
| 8. Juli  | Philipp von Nathusius               | preußischer Politiker, MdR und Chefredakteur der „Kreuzzeitung“ (1872–1876)                | 58    |       |
| 8. Juli  | Wolf von Wolff                      | Reichsanwalt und Senatspräsident beim Reichsgericht                                        | 76    |       |
| 9. Juli  | Andreas Bauer                       | katholischer Mönch, Missionar und Märtyrer                                                 | 33    |       |
| 9. Juli  | Johann Millonigg                    | österreichischer Landwirt und Politiker, Landtagsabgeordneter                              | 73    |       |
| 10. Juli | Edward Scull                        | US-amerikanischer Politiker                                                                | 82    |       |
| 11. Juli | Gottlieb Koller                     | Schweizer Eisenbahningenieur und Verwaltungsbeamter                                        | 77    |       |
| 11. Juli | John L. Pennington                  | US-amerikanischer Politiker, Gouverneur des Dakota-Territoriums                            |       |       |
| 12. Juli | Karl August Barack                  | deutscher Germanist und Bibliothekar                                                       | 72    |       |
| 13. Juli | Ludwig Mohr                         | hessischer Heimatdichter                                                                   | 67    |       |
| 13. Juli | Karol Jan Szlenkier                 | polnischer Unternehmer                                                                     | 60    |       |
| 14. Juli | Johann Jakob Bäbler                 | Schweizer Lehrer und Lokalhistoriker                                                       | 64    |       |
| 14. Juli | John H. Gear                        | US-amerikanischer Politiker                                                                | 75    |       |
| 14. Juli | Donat Golaz                         | Schweizer Politiker (FDP)                                                                  | 48    |       |
| 15. Juli | Charles V. Eskridge                 | US-amerikanischer Politiker                                                                | 67    |       |
| 15. Juli | Samuel Kristeller                   | deutscher Gynäkologe                                                                       | 80    |       |
| 16. Juli | Maximilian Besser                   | evangelischer Theologe                                                                     | 56    |       |
| 17. Juli | Carl Beyer                          | deutscher Archivar und Historiker                                                          | 52    |       |
| 17. Juli | Wilhelm Hosäus                      | deutscher Bibliothekar, Schriftsteller und Theologe                                        | 72    |       |
| 18. Juli | Eleonore Benzinger-Wahlmann         | österreichische Kinderdarstellerin und Theaterschauspielerin                               | 57    |       |
| 18. Juli | Karl Eggers                         | deutscher Lyriker                                                                          | 74    |       |
| 18. Juli | Frederick Humphreys                 | US-amerikanischer Homöopath                                                                | 84    |       |
| 18. Juli | Johan Kjeldahl                      | dänischer Chemiker und Entwickler einer Methode zur Proteinbestimmung                      | 50    |       |
| 18. Juli | Ernst Wahliss                       | österreichischer Geschäftsmann und Porzellanwarenfabrikant                                 | 63    |       |
| 18. Juli | Max Wirth                           | deutscher Nationalökonom und Journalist                                                    | 78    |       |
| 19. Juli | Ambros Alfred Clementso             | Prämonstratenser und Abt des Klosters Tepl (1887–1900)                                     | 68    |       |
| 19. Juli | Sidney Edgerton                     | US-amerikanischer Politiker                                                                | 81    |       |
| 19. Juli | Otto Kade                           | deutscher Musikwissenschaftler, Organist, Dirigent und Komponist                           | 81    |       |
| 20. Juli | Isidor Müller                       | Jurist, Schriftsteller, Fotograf                                                           | 73    |       |
| 21. Juli | Louise Gueury                       | Stifterin einer zur Behandlung von Lungenkranken eingerichteten Heilstätte                 | 46    |       |
| 21. Juli | Heinrich von Manteuffel             | deutscher Landrat und Politiker, MdR                                                       | 66    |       |
| 21. Juli | Philipp Weber von Ebenhof           | österreichischer Beamter und Politiker                                                     | 82    |       |
| 22. Juli | Henry G. Blasdel                    | US-amerikanischer Politiker                                                                | 75    |       |
| 22. Juli | Elias Carr                          | US-amerikanischer Politiker, Gouverneur von North Carolina                                 | 61    |       |
| 22. Juli | Robert Pleasant Trippe              | US-amerikanischer Politiker                                                                | 80    |       |
| 23. Juli | Anton Hefft                         | österreichischer Architekt                                                                 | 84    |       |
| 23. Juli | Rudolf Otto von Knüpffer            | deutsch-baltischer Architekt                                                               | 69    |       |
| 23. Juli | Karl Wenzel zu Leiningen-Billigheim | badischer Standesherr                                                                      | 77    |       |
| 23. Juli | Amalie Gräfin zu Solms              | deutsche Mäzenatin                                                                         | 79    |       |
| 24. Juli | Georges Brunel                      | französischer Mathematiker                                                                 | 43    |       |
| 24. Juli | Johan Nicolaas Valkhoff             | niederländischer Romanist, Fremdsprachendidaktiker und Lexikograf                          | 66    |       |
| 25. Juli | Rafael Jácome de Andrade            | portugiesischer Offizier und Kolonialverwalter                                             | 48    |       |
| 25. Juli | James Kelso                         | schottischer Fußballspieler                                                                | 31    |       |
| 25. Juli | Wilhelm Wehrenpfennig               | deutscher Publizist, Beamter und Politiker (NLP), MdR                                      | 71    |       |
| 26. Juli | Albert Bonnier                      | schwedischer Buchverleger und Unternehmer                                                  | 79    |       |
| 26. Juli | Nicolae Crețulescu                  | rumänischer Mediziner, Diplomat und Politiker                                              | 88    |       |
| 26. Juli | Jan Edgar                           | österreichischer Theaterschauspieler, Theaterregisseur, Schriftsteller und Redakteur       | 53    |       |
| 27. Juli | Adolf Foglár                        | österreichischer Jurist und Schriftsteller                                                 | 78    |       |
| 27. Juli | Edmund von Lattorff                 | deutscher Verwaltungsbeamter und Parlamentarier                                            | 77    |       |
| 27. Juli | George H. Morgan                    | US-amerikanischer Politiker                                                                | 58    |       |
| 28. Juli | Bernhard Simon                      | Schweizer Architekt und Ingenieur                                                          | 84    |       |
| 28. Juli | Kham Souk                           | Herrscher des laotischen Reiches Champasak                                                 |       |       |
| 28. Juli | August von Strombeck                | deutscher Geologe und Paläontologe                                                         | 91    |       |
| 29. Juli | Henry Spencer Ashbee                | britischer Bibliophiler und Bibliograph                                                    | 66    |       |
| 29. Juli | Elisha E. Meredith                  | US-amerikanischer Politiker                                                                | 51    |       |
| 29. Juli | Sigbjørn Obstfelder                 | norwegischer Schriftsteller und Lyriker                                                    | 33    |       |
| 29. Juli | Umberto I.                          | König von Italien                                                                          | 56    |       |
| 30. Juli | Alfred                              | Prinz von Großbritannien und Irland, Herzog von Edinburgh, Herzog von Sachsen-Coburg-Gotha | 55    |       |
| 30. Juli | Eduard Lill                         | österreichischer Ingenieur                                                                 | 69    |       |
| 30. Juli | Tito Sarrocchi                      | italienischer Bildhauer                                                                    | 76    |       |
| 30. Juli | Johann Zeman                        | österreichischer Ingenieur und Hochschullehrer                                             | 56    |       |
| 31. Juli | William Davis Daly                  | US-amerikanischer Politiker                                                                | 49    |       |
| Juli     | Xu Jingcheng                        | kaiserlich chinesischer Diplomat                                                           |       |       |

## August
| Tag        | Name                                       | Beruf, bekannt als                                                                             | Alter | Beleg |
| ---------- | ------------------------------------------ | ---------------------------------------------------------------------------------------------- | ----- | ----- |
| 1. August  | Alfred Boretius                            | deutscher Historiker, Politiker (NLP) und MdR                                                  | 64    |       |
| 1. August  | Lagartijo                                  | spanischer Stierkämpfer                                                                        | 58    |       |
| 3. August  | Joseph Jaquet                              | Schweizer Politiker und Staatsrat des Kantons Freiburg                                         | 77    |       |
| 4. August  | Jacob Dolson Cox                           | US-amerikanischer Innenminister und Gouverneur von Ohio                                        | 71    |       |
| 4. August  | Étienne Lenoir                             | französischer Erfinder und Geschäftsmann                                                       | 78    |       |
| 4. August  | Isaak Iljitsch Lewitan                     | russischer Maler des Realismus                                                                 | 39    |       |
| 5. August  | James Augustine Healy                      | US-amerikanischer Geistlicher, Bischof von Portland                                            | 70    |       |
| 5. August  | Luke Pryor                                 | US-amerikanischer Politiker                                                                    | 80    |       |
| 5. August  | Feodor Wilisch                             | deutscher Buchdrucker und Politiker (DFP), MdR                                                 | 52    |       |
| 6. August  | Wolf Hugo von Lindenau                     | deutscher Politiker (Freikonservativ)(Zentrum)                                                 | 72    |       |
| 6. August  | Charles F. Tabor                           | US-amerikanischer Jurist und Politiker                                                         | 59    |       |
| 6. August  | Friedrich von Thelen-Rüden                 | österreichischer Bildnis- und Genremaler sowie Theaterschauspieler                             | 64    |       |
| 7. August  | Wilhelm Liebknecht                         | deutscher Politiker (SPD), MdR                                                                 | 74    |       |
| 7. August  | Wilhelm Wagner                             | deutscher Mediziner                                                                            | 52    |       |
| 8. August  | Joseph La Ruelle                           | deutscher Lithograf, Kaufmann, Zeitungsverleger und Druckereibesitzer                          | 78    |       |
| 8. August  | Emil von Škoda                             | böhmischer Ingenieur und Industrieller                                                         | 60    |       |
| 8. August  | József Szlávy                              | österreichisch-ungarischer Politiker                                                           | 81    |       |
| 9. August  | Ahmed Cevad Pascha                         | General der osmanischen Armee und Staatsmann                                                   |       |       |
| 9. August  | Harald Bruhn                               | deutscher Verleger                                                                             | 58    |       |
| 9. August  | Paul Wilhelm Meyerheim                     | deutscher Genre-, Landschafts- und Architekturmaler                                            | 52    |       |
| 10. August | Henry G. Burleigh                          | US-amerikanischer Politiker                                                                    | 68    |       |
| 10. August | Charles Russell, Baron Russell of Killowen | englischer Anwalt, Politiker und Richter                                                       | 67    |       |
| 10. August | Arnold Syfrig                              | Schweizer Unternehmer und Politiker                                                            | 64    |       |
| 11. August | Franz Betz                                 | deutscher Sänger                                                                               | 65    |       |
| 11. August | Samuel M. Clark                            | US-amerikanischer Politiker                                                                    | 57    |       |
| 12. August | James Edward Keeler                        | US-amerikanischer Astrophysiker                                                                | 42    |       |
| 12. August | Herman Riegel                              | deutscher Kunsthistoriker, Museumsdirektor und Gründer des Allgemeinen Deutschen Sprachvereins | 66    |       |
| 12. August | Robert Kingston Scott                      | Gouverneur von South Carolina                                                                  | 74    |       |
| 12. August | Wilhelm Steinitz                           | österreichisch-US-amerikanischer Schachspieler                                                 | 64    |       |
| 13. August | Collis P. Huntington                       | US-amerikanischer Eisenbahnmanager                                                             | 78    |       |
| 13. August | Carl Laufs                                 | deutscher Lustspielautor                                                                       | 41    |       |
| 13. August | Wladimir Sergejewitsch Solowjow            | russischer Religionsphilosoph und Dichter                                                      | 47    |       |
| 14. August | Emanuel Faltis                             | böhmischer Komponist, Dirigent und Kapellmeister                                               | 53    |       |
| 14. August | George Washington Shonk                    | US-amerikanischer Politiker                                                                    | 50    |       |
| 15. August | John Anderson                              | schottischer Zoologe                                                                           | 66    |       |
| 15. August | Georges von Cottenet                       | deutscher Politiker, MdR                                                                       | 92    |       |
| 15. August | Gustav Flügel                              | deutscher Komponist                                                                            | 88    |       |
| 15. August | Johann Evangelist Wimhölzel                | österreichischer Politiker, Bürgermeister von Linz                                             | 66    |       |
| 16. August | John James Ingalls                         | US-amerikanischer Politiker                                                                    | 66    |       |
| 16. August | José Maria Eça de Queiroz                  | portugiesischer Schriftsteller                                                                 | 54    |       |
| 17. August | Thomas Faed                                | britischer Maler des Realismus                                                                 | 74    |       |
| 18. August | Theodor Gayen                              | Spirituosenfabrikant, Reeder und Bodenspekulant                                                | 76    |       |
| 18. August | Werner Kraus                               | schleswig-holsteinischer Beamter, Rechtsanwalt und Politiker                                   | 82    |       |
| 18. August | Albert Samain                              | französischer symbolistischer Lyriker                                                          | 42    |       |
| 19. August | Jean-Baptiste Accolay                      | belgischer Komponist und Dirigent                                                              | 67    |       |
| 19. August | Philipp Dessauer                           | deutscher Unternehmer, königlich bayerischer Kommerzienrat und Firmengründer                   | 63    |       |
| 20. August | Fanny Witt                                 | deutsche Theaterschauspielerin                                                                 | 62    |       |
| 21. August | Gustave Paul Cluseret                      | französischer Offizier und Mitglied der Pariser Kommune                                        | 77    |       |
| 21. August | Friedrich Schenck                          | deutscher Politiker (NFP, DFP), MdR und Genossenschaftsfunktionär                              | 72    |       |
| 21. August | Konrad Wernicke                            | deutscher klassischer Archäologe und Philologe                                                 | 38    |       |
| 22. August | Carl Ferdinand Laeisz                      | deutscher Reeder. MdHB                                                                         | 47    |       |
| 22. August | James Henry Randolph                       | US-amerikanischer Politiker                                                                    | 74    |       |
| 22. August | Fairman Rogers                             | US-amerikanischer Bauingenieur, Pferdeexperte, Kunstmanager                                    | 66    |       |
| 22. August | Karl Windthorst                            | deutscher Jurist, Politiker und Oberbürgermeister von Münster in Westfalen                     | 64    |       |
| 23. August | Albert Jahn                                | Schweizer Geschichtsschreiber und Altertumsforscher                                            | 88    |       |
| 25. August | Friedrich Nietzsche                        | deutscher Philosoph                                                                            | 55    |       |
| 25. August | Louis Petit de Julleville                  | französischer Romanist und Literarhistoriker                                                   | 59    |       |
| 25. August | Hulda Emilie Klotz                         | deutsche Theaterschauspielerin                                                                 | 84    |       |
| 25. August | Gian Saratz                                | Schweizer Hotelier, Naturforscher und Politiker                                                | 79    |       |
| 26. August | John Miller Adye                           | britischer General                                                                             | 80    |       |
| 26. August | Ernst Schmidt                              | deutsch-US-amerikanischer Mediziner                                                            | 70    |       |
| 26. August | Conrad Paul Wusching                       | rumäniendeutscher Komponist, Kirchenmusiker und Chorleiter                                     | 73    |       |
| 27. August | Antoine Vollon                             | französischer Maler                                                                            | 67    |       |
| 28. August | Gustav Meyer                               | deutscher Sprachwissenschaftler, Balkanologe, Indogermanist                                    | 49    |       |
| 28. August | Henry Sidgwick                             | englischer Philosoph                                                                           | 62    |       |
| 29. August | Johann Georg Berlinger                     | Schweizer Textilfabrikant, Oberst und Politiker                                                | 58    |       |
| 29. August | Ernest Combe                               | französisch-schweizerischer evangelischer Geistlicher und Hochschullehrer                      | 54    |       |
| 29. August | Bruno Abakanowicz                          | polnischer Mathematiker und Erfinder                                                           | 47    |       |
| 30. August | Johann Adrian Hermann von Hoverden         | deutscher Altertumsforscher und Politiker                                                      | 81    |       |
| 30. August | Hermann zu Solms-Braunfels                 | deutscher Adeliger und Politiker, MdR                                                          | 54    |       |
| 31. August | Ferdinand Falkson                          | deutsch-jüdischer Arzt, Schriftsteller und liberaler Politiker                                 | 80    |       |
| 31. August | Emil von Frankenberg und Ludwigsdorf       | preußischer Generalmajor                                                                       | 86    |       |
| 31. August | Fjodor Loginowitsch Heiden                 | Generalgouverneur von Finnland                                                                 | 78    |       |
| 31. August | John Bennet Lawes                          | britischer Agrikulturchemiker                                                                  | 85    |       |
| 31. August | Peter McLagan                              | britischer Unternehmer und Politiker                                                           |       |       |

## September
| Tag           | Name                                  | Beruf, bekannt als                                                             | Alter | Beleg |
| ------------- | ------------------------------------- | ------------------------------------------------------------------------------ | ----- | ----- |
| 1. September  | Hermann Friedrich Wilhelm von Kemnitz | deutscher Jurist, Oberbürgermeister von Frankfurt (Oder) (1871–1894)           | 73    |       |
| 1. September  | Johannes Rehm                         | württembergischer Politiker                                                    | 73    |       |
| 1. September  | Friedrich zu Solms-Laubach            | deutscher Standesherr und Politiker, MdR                                       | 67    |       |
| 2. September  | Louise Armaindo                       | kanadische Artistin und Radsportpionierin                                      | 42    |       |
| 2. September  | Aron Densușianu                       | rumänischer Autor, Romanist und Rumänist                                       | 62    |       |
| 3. September  | Eduard Dämel                          | deutscher Entomologe, Forschungsreisender und Naturalienhändler                | 78    |       |
| 3. September  | Carl Heffner                          | deutscher Komponist, Musiker, Musikpädagoge, Chordirektor und Gesanglehrerr    | 49    |       |
| 3. September  | Lorenzo D. Lewelling                  | US-amerikanischer Politiker                                                    | 53    |       |
| 3. September  | Hermann Stechmann                     | deutscher Zoologe und Zoodirektor                                              | 60    |       |
| 3. September  | Theodor Stern                         | deutscher Bankier                                                              | 63    |       |
| 4. September  | Carl Otto von Kalckreuth              | preußischer Offizier und Landtagsabgeordneter                                  | 65    |       |
| 4. September  | Emil Striebeck                        | deutscher Verfahrenstechniker                                                  |       |       |
| 5. September  | Léopold Faye                          | französischer Politiker                                                        | 71    |       |
| 5. September  | Theodor Friedl                        | österreichischer Bildhauer                                                     | 58    |       |
| 5. September  | William J. Morgan                     | US-amerikanischer Offizier, Zeitungsredakteur und Politiker                    | 59    |       |
| 5. September  | Paul Nalepa                           | deutscher Kommunalpolitiker und Unternehmer                                    |       |       |
| 5. September  | Edo Friedrich Peterssen               | deutscher Politiker (NLP), MdR                                                 | 72    |       |
| 5. September  | Friedrich von Schindler               | württembergischer Oberamtmann                                                  | 73    |       |
| 5. September  | Arthur Sewall                         | US-amerikanischer Unternehmer und Politiker                                    | 64    |       |
| 6. September  | Julius Allgeyer                       | deutscher Kupferstecher, Fotograf und Schriftsteller                           | 71    |       |
| 6. September  | Friedrich Griepenkerl                 | Agrarwissenschaftler                                                           | 74    |       |
| 6. September  | Georg von Hollen                      | deutscher Marineoffizier, zuletzt Vizeadmiral                                  | 55    |       |
| 6. September  | Hans Köster                           | deutscher Jurist und Politiker, MdR                                            | 82    |       |
| 6. September  | Gustav Majer                          | deutscher Maler                                                                | 53    |       |
| 7. September  | Ernst Steyer                          | deutscher konservativer Politiker, MdL (Königreich Sachsen)                    | 58    |       |
| 8. September  | Carl Adami                            | US-amerikanischer Opernsänger                                                  | 66    |       |
| 9. September  | Theophilus Mayer                      | kanadischer römisch-katholischer Ordensgeistlicher, Weihbischof in Madras      | 50    |       |
| 9. September  | Emerich Ráthay                        | österreichisch-ungarischer Weinbaufachmann                                     | 55    |       |
| 11. September | Jacob Mendes Da Costa                 | US-amerikanischer Chirurg                                                      | 67    |       |
| 11. September | Ivo Hennemann                         | deutscher Eremit                                                               | 76    |       |
| 11. September | Otto Martin Torell                    | schwedischer Geologe, Glaziologe und Polarforscher                             | 72    |       |
| 11. September | Thomas Turner                         | US-amerikanischer Politiker                                                    | 79    |       |
| 12. September | Henri Sarolea                         | niederländischer Eisenbahningenieur                                            | 56    |       |
| 13. September | Clemens Schultze                      | deutscher Hofpianist und Komponist                                             | 60    |       |
| 14. September | Wilhelm von Planck                    | deutscher Rechtswissenschaftler und Hochschullehrer                            | 83    |       |
| 15. September | Stephan von Dziembowski-Bomst         | deutscher Rittergutsbesitzer, Landrat und Politiker, MdR                       | 71    |       |
| 15. September | Abraham Kuhn                          | elsässischer Mediziner                                                         | 62    |       |
| 16. September | Heinrich von Hessen-Darmstadt         | preußischer General der Kavallerie                                             | 61    |       |
| 16. September | Otto Penner                           | deutscher Architekt                                                            |       |       |
| 16. September | Albert von Sachsen                    | Prinz von Sachsen                                                              | 25    |       |
| 16. September | Eduard Schnitzler                     | deutscher Kaufmann und Bankier                                                 | 77    |       |
| 18. September | Ferdinand Jergitsch                   | österreichischer Unternehmer, Gründer der Freiwilligen Feuerwehr in Österreich | 64    |       |
| 18. September | Solomon Newton Pettis                 | US-amerikanischer Politiker                                                    | 72    |       |
| 19. September | Aimé Humbert-Droz                     | Schweizer Lehrer und Politiker                                                 | 81    |       |
| 19. September | Max Jähns                             | preußischer Offizier und Militärschriftsteller                                 | 63    |       |
| 19. September | Konrad von Roeder                     | preußischer Landrat                                                            | 66    |       |
| 20. September | John Alexander McClernand             | US-amerikanischer Offizier und Politiker                                       | 88    |       |
| 20. September | Karl Schenkl                          | österreichischer klassischer Philologe                                         | 72    |       |
| 21. September | Gustav von Peßler                     | österreichischer Jurist und Politiker                                          | 39    |       |
| 22. September | August Ortwein                        | österreichischer Architekt                                                     | 64    |       |
| 23. September | Ignaz Aumüller                        | deutscher Politiker                                                            | 37    |       |
| 23. September | Carl Hirsch                           | sozialdemokratischer Journalist                                                | 59    |       |
| 23. September | Conrad von Kleist                     | deutscher Rittergutsbesitzer und Politiker, MdR                                | 61    |       |
| 23. September | Arsenio Martínez-Campos               | spanischer General                                                             | 68    |       |
| 23. September | Karl Türmer                           | deutscher Forstwissenschaftler                                                 | 76    |       |
| 23. September | Gabriel Vicaire                       | französischer Jurist und Schriftsteller                                        | 52    |       |
| 24. September | Felix Koenigs                         | deutscher Kunstsammler und Bankier                                             | 54    |       |
| 24. September | Louis Ratisbonne                      | französischer Schriftsteller und Übersetzer                                    | 73    |       |
| 24. September | Karl Wilhelm Schlegel                 | liechtensteinischer Politiker                                                  | 71    |       |
| 25. September | Félix-Gabriel Marchand                | kanadischer Politiker, Notar, Autor und Journalist                             | 68    |       |
| 25. September | John M. Palmer                        | US-amerikanischer Politiker                                                    | 83    |       |
| 25. September | Alfred Bonaventura von Rauch          | preußischer General der Kavallerie                                             | 76    |       |
| 26. September | Eduard Albert                         | böhmisch-österreichischer Chirurg und literarischer Übersetzer                 | 59    |       |
| 26. September | George Franklin Drew                  | US-amerikanischer Politiker                                                    | 73    |       |
| 26. September | Wilhelm Petersen                      | deutscher Verwaltungsjurist und Literaturkritiker                              | 65    |       |
| 26. September | Carl Wilhelm Ludwig Westphal          | deutscher Kaufmann und Politiker, MdHB                                         | 76    |       |
| 27. September | Albert Bernhard Frank                 | deutscher Biologe                                                              | 61    |       |
| 27. September | Karl Goßler                           | deutscher Politiker, sozialdemokratischer Landtagsabgeordneter                 | 64    |       |
| 27. September | Jules Louis Machard                   | französischer Historien- und Porträtmaler                                      | 61    |       |
| 28. September | Gustav Arnold                         | Schweizer Komponist, Kirchenmusiker, Chorleiter und Luzerner Musikdirektor     | 69    |       |
| 29. September | Rudolf Arndt                          | deutscher Psychiater                                                           | 65    |       |
| 29. September | Samuel Fenton Cary                    | US-amerikanischer Jurist, Farmer und Politiker                                 | 86    |       |
| 30. September | Hans von Matt                         | Schweizer Handelsreisender, Redaktor, Verleger, Antiquar und Literat           | 58    |       |
| 30. September | Ferdinand August Louvier              | deutscher Pädagoge und Schriftsteller                                          | 69    |       |
| 30. September | Wilhelm von Lucam                     | österreichischer Bankfachmann                                                  | 80    |       |
| 30. September | Gottlob Friedrich Riekert             | deutscher Regierungsrat und Politiker, MdR                                     | 58    |       |
| September     | Friedrich Vohwinkel                   | deutscher Unternehmer, Holzgroßhändler, Kommerzienrat                          | 60    |       |

## Oktober
| Tag         | Name                                                            | Beruf, bekannt als | Alter | Beleg |
| ----------- | --------------------------------------------------------------- | --- | ----- | ----- |
| 1. Oktober  | Bernhard Heinrich von Sachsen-Weimar-Eisenach                   | Prinz von Sachsen-Weimar-Eisenach                                                                                              | 22    |       |
| 1. Oktober  | Luigi Maria Monti                                               | italienischer Laienbruder, Gründer der Kongregation Söhne der Unbefleckten Empfängnis, Seliger der römisch-katholischen Kirche | 75    |       |
| 2. Oktober  | Frédéric Gendre                                                 | Schweizer Jurist und Politiker                                                                                                 | 81    |       |
| 2. Oktober  | August Lucius                                                   | deutscher Kaufmann, Gutsbesitzer und Politiker (Zentrum), MdR                                                                  | 84    |       |
| 2. Oktober  | Hugo Rheinhold                                                  | deutscher Bildhauer | 47    |       |
| 3. Oktober  | Hans Cauer                                                      | deutscher Maler | 30    |       |
| 3. Oktober  | Ferdinand von Hansemann                                         | deutscher nationalistischer und antipolnischer Politiker                                                                       | 39    |       |
| 3. Oktober  | Gottfried Renn                                                  | deutscher Bildhauer | 81    |       |
| 3. Oktober  | Joseph Willomitzer                                              | deutscher Journalist und Schriftsteller                                                                                        | 51    |       |
| 5. Oktober  | Adolphe Hatzfeld                                                | französischer Romanist | 75    |       |
| 5. Oktober  | Sigmund von Schossberger                                        | ungarischer Industrieller | 72    |       |
| 5. Oktober  | Karl Zöppritz                                                   | Landtagsabgeordneter Großherzogtum Hessen                                                                                      | 88    |       |
| 6. Oktober  | Viktor Zachariae                                                | deutscher Arzt, Bürgermeister von Wildemann                                                                                    | 63    |       |
| 8. Oktober  | Josef Gasser                                                    | österreichischer Bildhauer | 83    |       |
| 8. Oktober  | Friedrich Küsthardt                                             | deutscher Bildhauer, Kunstgewerbler und Kunstschriftsteller                                                                    | 70    |       |
| 9. Oktober  | John Crichton-Stuart, 3. Marquess of Bute                       | britischer Adliger, Wissenschaftler und Industrieller                                                                          | 53    |       |
| 9. Oktober  | Najden Gerow                                                    | bulgarischer Linguist | 77    |       |
| 9. Oktober  | Heinrich von Herzogenberg                                       | österreichischer Komponist | 57    |       |
| 9. Oktober  | Florens Bernhard von der Schulenburg                            | deutscher Rittergutsbesitzer, Hofbeamter und Parlamentarier                                                                    | 74    |       |
| 11. Oktober | Emil Cordes                                                     | deutscher Mediziner | 71    |       |
| 11. Oktober | Kittie Knox                                                     | US-amerikanische Radsportlerin                                                                                                 | 26    |       |
| 11. Oktober | August Weber                                                    | hessischer Finanzminister | 71    |       |
| 13. Oktober | Jay Abel Hubbell                                                | US-amerikanischer Politiker | 71    |       |
| 13. Oktober | Albert Jele                                                     | österreichischer Kunsthistoriker, Direktor der Tiroler Glasmalereianstalt                                                      | 56    |       |
| 13. Oktober | Otto Staudinger                                                 | deutscher Lepidopterologe (Schmetterlingskundler)                                                                              | 70    |       |
| 14. Oktober | Albrecht De Vriendt                                             | belgischer Maler | 56    |       |
| 15. Oktober | Zdeněk Fibich                                                   | böhmischer Komponist | 49    |       |
| 15. Oktober | Heinrich von Kusserow                                           | deutscher Diplomat, Kolonialbefürworter und Politiker (LRP), MdR                                                               | 63    |       |
| 15. Oktober | Friedrich Rebling                                               | deutscher Opernsänger (Tenor) und Gesangspädagoge                                                                              | 66    |       |
| 16. Oktober | Daniel Raht                                                     | liberaler nassauischer Politiker (Nassauische Fortschrittspartei)                                                              | 77    |       |
| 16. Oktober | Alois Ludwig Walter                                             | österreichischer Badewirt und Politiker, Landtagsabgeordneter                                                                  | 80    |       |
| 17. Oktober | Karl Philipp Lüderitz                                           | königlich hannoverischer Oberstleutnant, königlich preußischer Generalleutnant und Oberlandstallmeister                        | 83    |       |
| 17. Oktober | William L. Wilson                                               | US-amerikanischer Politiker | 57    |       |
| 18. Oktober | John Little                                                     | US-amerikanischer Politiker | 63    |       |
| 18. Oktober | Sophus Williams                                                 | dänisch-deutscher Fotograf | 65    |       |
| 19. Oktober | Julius Appelius                                                 | deutscher Politiker, Landtagspräsident (SWE)                                                                                   | 74    |       |
| 20. Oktober | Gotthard Bülau                                                  | deutscher Internist | 65    |       |
| 20. Oktober | Naim Frashëri                                                   | albanischer Schriftsteller | 54    |       |
| 20. Oktober | Franz Reinhard Wagner                                           | Verleger und Stadtrat in Leipzig                                                                                               |       |       |
| 20. Oktober | Charles Dudley Warner                                           | amerikanischer Jurist, Journalist und Schriftsteller                                                                           | 71    |       |
| 20. Oktober | Heinrich Zilliken                                               | deutscher Goldschmied und Uhrmacher                                                                                            | 58    |       |
| 21. Oktober | Alexander Achilles                                              | deutscher Jurist | 67    |       |
| 21. Oktober | Kurt von Ohlen und Adlerskron                                   | deutscher Rittergutsbesitzer und Politiker, MdR                                                                                | 54    |       |
| 21. Oktober | Josef Wagner                                                    | deutscher Gaststätten- und Brauereibesitzer                                                                                    | 81    |       |
| 22. Oktober | Anders Askevold                                                 | norwegischer Landschaftsmaler                                                                                                  | 65    |       |
| 22. Oktober | Carl Lafite                                                     | österreichischer Maler | 70    |       |
| 22. Oktober | Auguste Moschard                                                | Schweizer Politiker | 83    |       |
| 22. Oktober | Jules Royer                                                     | französischer Lithograf und Typograf                                                                                           | 54    |       |
| 22. Oktober | John Sherman                                                    | US-amerikanischer Politiker | 77    |       |
| 23. Oktober | Georg Schlick                                                   | deutscher Jurist und Politiker                                                                                                 | 69    |       |
| 23. Oktober | Josyf Sembratowicz                                              | ukrainischer griechisch-katholischer Erzbischof von Lemberg                                                                    | 78    |       |
| 25. Oktober | Emmy Eschricht                                                  | deutsche Autorin | 65    |       |
| 26. Oktober | Heinrich Kreuzer                                                | österreichischer Opernsänger (Tenor), Theaterregisseur und Theaterleiter                                                       | 81    |       |
| 26. Oktober | August Todt                                                     | deutscher Organist und Komponist                                                                                               | 67    |       |
| 27. Oktober | William Anderson                                                | britischer Chirurg, Anatom und Kunstsammler                                                                                    | 57    |       |
| 27. Oktober | Charles Henry Driver                                            | englischer Architekt | 68    |       |
| 27. Oktober | Perfecto Amézquita y Gutiérrez                                  | mexikanischer Ordensgeistlicher, Bischof von Tlaxcala                                                                          | 65    |       |
| 27. Oktober | Gustav Suttner                                                  | österreichischer Politiker | 74    |       |
| 28. Oktober | Elisée Bouny                                                    | französischer Mediziner und Physiologe                                                                                         | 28    |       |
| 28. Oktober | Friedrich Max Müller                                            | deutscher Sprachforscher | 76    |       |
| 29. Oktober | Daniel Marsh Frost                                              | General der Konföderierten im Amerikanischen Bürgerkrieg                                                                       | 77    |       |
| 29. Oktober | Frédéric Godet                                                  | Schweizer Theologe | 88    |       |
| 29. Oktober | Georg Kleinecke                                                 | deutscher Theaterschauspieler und Schriftsteller                                                                               | 48    |       |
| 29. Oktober | Christian Victor von Schleswig-Holstein-Sonderburg-Augustenburg | Mitglied der britischen königlichen Familie und Offizier                                                                       | 33    |       |
| 30. Oktober | James Buchanan                                                  | US-amerikanischer Politiker | 61    |       |
| 30. Oktober | Robert Miles Sloman                                             | deutscher Reeder und Politiker, MdHB, MdR                                                                                      | 88    |       |
| 31. Oktober | Charles Antoine Gidel                                           | französischer Literaturhistoriker                                                                                              | 73    |       |
| 31. Oktober | Wilhelm Küchler                                                 | Oberbürgermeister von Worms und hessischer Finanzminister                                                                      | 54    |       |
| 31. Oktober | Anna von Lieben                                                 | Patientin von Sigmund Freud | 53    |       |
| Oktober     | Fadl ibn ʿAlawī ibn Sahl                                        | arabischer Sufi-Scheich der Tarīqa ʿAlawīya in Malabar (Südwest-Indien)                                                        |       |       |
| Oktober     | Wacław Święcicki                                                | polnischer Gewerkschafter und Schriftsteller                                                                                   |       |       |

## November
| Tag          | Name                                    | Beruf, bekannt als                                                                          | Alter | Beleg |
| ------------ | --------------------------------------- | ------------------------------------------------------------------------------------------- | ----- | ----- |
| 1. November  | Wendelin Boeheim                        | österreichischer Offizier und Waffenhistoriker                                              | 68    |       |
| 2. November  | Michael Lefflad                         | deutscher katholischer Geistlicher, Lyzealprofessor und Archivar                            | 72    |       |
| 2. November  | Charles Taylor du Plat                  | britischer Generalmajor                                                                     | 77    |       |
| 2. November  | William Lafayette Strong                | US-amerikanischer Politiker                                                                 | 73    |       |
| 3. November  | Fridolin Honold                         | deutscher katholischer Priester                                                             | 62    |       |
| 3. November  | Roderich Albert Kunkler                 | Schweizer Politiker (FDP)                                                                   | 54    |       |
| 4. November  | Georg Stilke                            | deutscher Buchhändler und Verleger                                                          | 60    |       |
| 5. November  | Michael Helmberger                      | deutscher katholischer Geistlicher                                                          | 79    |       |
| 5. November  | Anna Katharina Kasch                    | deutsche Schriftstellerin und Übersetzerin                                                  | 60    |       |
| 5. November  | Josef Kis                               | österreichischer Maler                                                                      | 67    |       |
| 5. November  | John Michael Kohler                     | amerikanischer Unternehmer österreichischer Abstammung und Bürgermeister                    | 56    |       |
| 5. November  | Julius David Schlüter                   | deutscher Kaufmann                                                                          | 72    |       |
| 6. November  | Gustav Böhm                             | deutscher Politiker, MdR, Landtagsabgeordneter Großherzogtum Hessen                         | 73    |       |
| 6. November  | Margaretha Kieser                       | Schweizer Lehrerin und Jugendschriftstellerin                                               | 71    |       |
| 6. November  | Henri t’Kint de Roodenbeke              | belgischer Politiker                                                                        | 83    |       |
| 7. November  | Joseph Schalk                           | österreichischer Pianist                                                                    | 43    |       |
| 8. November  | Friedrich Schuler von Libloy            | österreichischer Historiker und Hochschullehrer in Hermannstadt und Czernowitz              | 73    |       |
| 8. November  | Friedrich von Zoller                    | bayerischer Generalleutnant und Generaladjutant                                             | 57    |       |
| 9. November  | Arthur Georgi                           | deutscher Bankier, Unternehmer und Politiker (NLP), MdL (Königreich Sachsen)                | 57    |       |
| 9. November  | Ludwig Reuleaux                         | Kaufmann, IHK-Präsident Mainz                                                               | 72    |       |
| 9. November  | Max Sedlmayr                            | deutscher Dirigent                                                                          | 68    |       |
| 10. November | Armand David                            | französischer Lazarist und Naturforscher                                                    | 74    |       |
| 10. November | Carl Irmer                              | deutscher Maler                                                                             | 66    |       |
| 11. November | Franz von Gernerth                      | österreichischer Komponist und Musikschriftsteller                                          | 78    |       |
| 11. November | Hector Leroux                           | französischer Maler                                                                         | 70    |       |
| 12. November | Henry Villard                           | US-amerikanischer Eisenbahnmagnat                                                           | 65    |       |
| 14. November | Johann Wilhelm Hauswaldt                | Unternehmer                                                                                 | 54    |       |
| 15. November | Adolf Pichler                           | österreichischer Schriftsteller und Naturwissenschaftler                                    | 81    |       |
| 15. November | William Henry Mills Pusey               | US-amerikanischer Politiker                                                                 | 74    |       |
| 15. November | Anton Schiestl                          | Gründer des Turnverein Bozen 1862 und der Freiwilligen Feuerwehr Bozen, Turnvater Südtirols | 68    |       |
| 16. November | George A. Ramsdell                      | US-amerikanischer Politiker und Gouverneur von New Hampshire                                | 66    |       |
| 17. November | Alexander Konstantinowitsch Imeretinski | russischer Fürst und General                                                                | 62    |       |
| 17. November | Heinrich Porges                         | deutscher Chorleiter                                                                        | 62    |       |
| 18. November | Karl Heinrich Dreyer                    | deutscher Reichsgerichtsrat und Politiker, MdR                                              | 69    |       |
| 18. November | Ernst Eckstein                          | deutscher Schriftsteller                                                                    | 55    |       |
| 18. November | Anna Vorwerk                            | deutsche Frauenrechtlerin                                                                   | 61    |       |
| 19. November | Konrad von Goßler                       | deutscher Verwaltungsbeamter und Rittergutsbesitzer                                         | 59    |       |
| 19. November | Joseph-Jean-Louis Robert                | französischer Geistlicher und römisch-katholischer Bischof von Marseille                    | 81    |       |
| 19. November | Samuel John Stone                       | anglikanischer Geistlicher und Kirchenlieddichter                                           | 61    |       |
| 20. November | Gustav Hartlaub                         | deutscher Arzt und Zoologe                                                                  | 86    |       |
| 20. November | Wilhelm von der Marck                   | deutscher Apotheker, Botaniker und Geologe                                                  | 85    |       |
| 20. November | Stepan Solskyj                          | ukrainischer Theologe und Bürgermeister der Stadt Kiew (1887–1900)                          | 65    |       |
| 21. November | David Carnegie                          | britisch-australischer Entdecker                                                            | 29    |       |
| 21. November | Andreas Weimer                          | bayerischer Politiker                                                                       | 80    |       |
| 22. November | John C. Brown                           | US-amerikanischer Soldat und Politiker                                                      | 56    |       |
| 22. November | Otto Kersten                            | deutscher Afrikaforscher, Chemiker und Geograph                                             | 60    |       |
| 22. November | Wilhelm Richard                         | deutscher Architekt                                                                         | 84    |       |
| 22. November | Anton Seitz                             | deutscher Maler                                                                             | 71    |       |
| 22. November | Adolf Stengel                           | deutscher Agrarwissenschaftler und Politiker (DFP), MdR                                     | 72    |       |
| 22. November | Arthur Sullivan                         | englischer Komponist, Musikwissenschaftler, Organist und Dirigent                           | 58    |       |
| 23. November | Adolf König                             | deutscher Mediziner und Politiker, MdR                                                      | 50    |       |
| 24. November | Johann Sedlmayr                         | deutscher Brauereibesitzer und Politiker (NLP), MdR                                         | 54    |       |
| 24. November | Arthur Wyss                             | Archivar in Darmstadt                                                                       | 48    |       |
| 25. November | Willibald Beyschlag                     | deutscher evangelischer Theologe und Professor                                              | 77    |       |
| 25. November | Adrian Dingli                           | maltesischer Politiker                                                                      | 83    |       |
| 25. November | Pius Warburg                            | deutscher Bankier, Kunstsammler und Mäzen                                                   | 84    |       |
| 26. November | Méry Laurent                            | französische Kokotte und Muse verschiedener Künstler in Paris                               | 51    |       |
| 27. November | Cushman Kellogg Davis                   | US-amerikanischer Politiker                                                                 | 62    |       |
| 27. November | James Mosgrove                          | US-amerikanischer Politiker                                                                 | 79    |       |
| 27. November | Maximilian Graf Yorck von Wartenburg    | deutscher Offizier und Historiker                                                           | 50    |       |
| 28. November | Christian Friedrich Röder               | deutscher Pädagoge und Mundartsänger und -dichter des Erzgebirges                           | 73    |       |
| 28. November | Alexander Cameron Sim                   | Apotheker und Unternehmer                                                                   | 60    |       |
| 29. November | Theodor von Pühn                        | Bankdirektor                                                                                | 71    |       |
| 29. November | Emil von Schauß                         | deutscher Jurist in der Finanzverwaltung Bayerns                                            | 67    |       |
| 29. November | George Harry Smith Willis               | britischer General                                                                          | 77    |       |
| 30. November | James Dennis Brady                      | US-amerikanischer Politiker                                                                 | 57    |       |
| 30. November | Tycho Mommsen                           | deutscher Altphilologe und Gymnasialdirektor                                                | 81    |       |
| 30. November | Oscar Wilde                             | irischer Schriftsteller                                                                     | 46    |       |

## Dezember
| Tag          | Name                                         | Beruf, bekannt als                                                                                   | Alter | Beleg |
| ------------ | -------------------------------------------- | --- | ----- | ----- |
| 1. Dezember  | Friedrich von Ziegler                        | württembergischer Generalmajor                                                                       | 66    |       |
| 2. Dezember  | Cenzi Flendrovsky                            | österreichische Radrennfahrerin                                                                      | 28    |       |
| 2. Dezember  | Ludwig Jacobowski                            | Schriftsteller                                                                                       | 32    |       |
| 2. Dezember  | Joseph W. McClurg                            | US-amerikanischer Politiker                                                                          | 82    |       |
| 2. Dezember  | David Rosenberg                              | deutscher Bankier und Unternehmer                                                                    | 66    |       |
| 3. Dezember  | Samuel F. Gove                               | US-amerikanischer Politiker                                                                          | 78    |       |
| 3. Dezember  | Friedrich Eduard Hoffmann                    | deutscher Baumeister und Erfinder                                                                    | 82    |       |
| 4. Dezember  | Wilhelm Leibl                                | deutscher Maler                                                                                      | 56    |       |
| 4. Dezember  | Franz Weidenfeld                             | deutscher Rittergutsbesitzer und Politiker (Zentrum), MdR                                            | 71    |       |
| 5. Dezember  | John Hely-Hutchinson, 5. Earl of Donoughmore | britischer Peer und Politiker                                                                        | 52    |       |
| 6. Dezember  | Emanuel Hoffmann                             | österreichischer Klassischer Philologe                                                               | 75    |       |
| 6. Dezember  | Hermann Pogge                                | deutscher Rittergutsbesitzer und Politiker (NLP), MdR                                                | 69    |       |
| 7. Dezember  | Richard Altmann                              | deutscher Pathologe und Histologe                                                                    | 48    |       |
| 7. Dezember  | Johann Friedrich Dändliker                   | Schweizer Pietist und Diakonie-Vorsteher                                                             | 79    |       |
| 7. Dezember  | Nicolaus von Handjery                        | preußischer Politiker, MdR                                                                           | 63    |       |
| 7. Dezember  | Georg Schmitt                                | deutscher Komponist, Domorganist in Trier, Organist in St. Sulpice und St. Germain-des-Prés in Paris | 79    |       |
| 7. Dezember  | Chilton A. White                             | US-amerikanischer Politiker                                                                          | 74    |       |
| 8. Dezember  | Max Abraham                                  | deutscher Musikverleger                                                                              | 69    |       |
| 8. Dezember  | Rudolf von Stülpnagel                        | deutscher Verwaltungsbeamter und Rittergutsbesitzer                                                  | 69    |       |
| 8. Dezember  | James Roosevelt I                            | US-amerikanischer Unternehmer                                                                        | 72    |       |
| 8. Dezember  | Hermann Simon von Zastrow                    | deutscher Jurist und Parlamentarier                                                                  | 71    |       |
| 9. Dezember  | John L. M. Irby                              | US-amerikanischer Politiker                                                                          | 46    |       |
| 10. Dezember | Walter von Funke                             | deutscher Agrarwissenschaftler                                                                       | 68    |       |
| 10. Dezember | Eustace Gibson                               | US-amerikanischer Politiker                                                                          | 58    |       |
| 10. Dezember | Arnold Huchting                              | deutscher Landwirt und Politiker (DFP), MdR                                                          | 76    |       |
| 10. Dezember | Johan Filip Nordlund                         | schwedischer Massenmörder                                                                            | 25    |       |
| 10. Dezember | Carl Schorn                                  | deutscher Jurist und Politiker                                                                       | 82    |       |
| 11. Dezember | August von Amelunxen                         | preußischer Generalleutnant                                                                          | 72    |       |
| 11. Dezember | Aimé-Louis Herminjard                        | Schweizer evangelischer Geistlicher, Paläologe und Hochschullehrer                                   | 83    |       |
| 11. Dezember | Edmond de Selys-Longchamps                   | belgischer Politiker und Entomologe                                                                  | 87    |       |
| 12. Dezember | Roderich von Erckert                         | russischer Offizier und Ethnograph                                                                   | 78    |       |
| 12. Dezember | Oleksandr Konyskyj                           | ukrainischer Schriftsteller und Übersetzer                                                           | 64    |       |
| 12. Dezember | Maximilian von Rodakowski                    | österreichischer Offizier der Kavallerie                                                             | 75    |       |
| 12. Dezember | Santo Siorpaes                               | italienischer Bergsteiger und Bergführer                                                             | 68    |       |
| 12. Dezember | Friedrich Straumer                           | deutscher Pädagoge, Heimatschriftsteller und konservativer Politiker                                 | 60    |       |
| 15. Dezember | Valentin Oswald Ottendorfer                  | US-amerikanischer Journalist und Mäzen                                                               | 74    |       |
| 16. Dezember | Moritz Baumgartner                           | Schweizer Politiker                                                                                  | 56    |       |
| 16. Dezember | Wilhelm Leopold Janssen                      | preußischer Verwaltungsbeamter und Landrat                                                           | 70    |       |
| 16. Dezember | David Hopkinson Nichols                      | US-amerikanischer Politiker                                                                          | 71    |       |
| 16. Dezember | Karl Julius Schröer                          | österreichischer Sprach- und Literaturwissenschaftler                                                | 75    |       |
| 17. Dezember | Eduard Ille                                  | deutscher Maler und Schriftsteller                                                                   | 77    |       |
| 17. Dezember | Justus Schwab                                | Betreiber einer New Yorker Kneipe                                                                    |       |       |
| 18. Dezember | Louis Koch                                   | deutscher Fotograf                                                                                   |       |       |
| 18. Dezember | George C. Ludlow                             | US-amerikanischer Politiker                                                                          | 70    |       |
| 18. Dezember | Johann Josef Lücker                          | deutscher Porträt-, Genre-, Landschafts- und Kirchenmaler                                            | 79    |       |
| 18. Dezember | Joseph John Martin                           | US-amerikanischer Politiker                                                                          | 67    |       |
| 18. Dezember | Wolfgang Reichel                             | österreichischer Klassischer Archäologe                                                              | 42    |       |
| 19. Dezember | Joseph Förstemann                            | deutscher Bibliothekar und Archivar                                                                  | 59    |       |
| 19. Dezember | Georg Benedikt II. von Poschinger            | deutscher Gutsherr und Reichsrat                                                                     | 55    |       |
| 19. Dezember | Hugo Wesendonck                              | deutscher Unternehmer und Politiker                                                                  | 83    |       |
| 20. Dezember | Karl Becker                                  | deutscher Maler und Präsident der Berliner Akademie                                                  | 80    |       |
| 20. Dezember | Julius Fehr                                  | deutscher Maler                                                                                      | 45    |       |
| 21. Dezember | Leonhard von Blumenthal                      | preußischer Generalfeldmarschall                                                                     | 90    |       |
| 21. Dezember | J. Hart Brewer                               | US-amerikanischer Politiker                                                                          | 56    |       |
| 21. Dezember | Nikolaus Hocker                              | deutscher Schriftsteller                                                                             | 78    |       |
| 21. Dezember | Leopold von Meerscheidt-Hüllessem            | deutscher Kriminalbeamter                                                                            | 51    |       |
| 21. Dezember | Stanislaus Motty                             | deutsch-polnischer Jurist, MdR                                                                       | 74    |       |
| 21. Dezember | Richard Alsop Wise                           | US-amerikanischer Politiker                                                                          | 57    |       |
| 21. Dezember | Roger Wolcott                                | US-amerikanischer Politiker                                                                          | 53    |       |
| 22. Dezember | Ludwig Fuchs von Bimbach und Dornheim        | bayerischer Verwaltungsbeamter                                                                       | 66    |       |
| 22. Dezember | Cyrill Knoll                                 | deutscher Karmelit                                                                                   | 87    |       |
| 22. Dezember | Heinrich Siesmayer                           | deutscher Gärtner und Gartenarchitekt                                                                | 83    |       |
| 23. Dezember | John Harold Abram                            | britischer Pianist, Organist, Dirigent und Komponist                                                 | 23    |       |
| 23. Dezember | Ludwig Bär                                   | deutscher Geiger, Opernsänger, Konzertmeister und Gesangspädagoge                                    | 56    |       |
| 23. Dezember | Casimir Folletête                            | Schweizer Politiker und Journalist                                                                   | 67    |       |
| 23. Dezember | Theodore L. Poole                            | US-amerikanischer Politiker                                                                          | 60    |       |
| 24. Dezember | Luciano Cordeiro                             | portugiesischer Schriftsteller                                                                       | 56    |       |
| 24. Dezember | Veit Valentin                                | Kunsttheoretiker und Pädagoge                                                                        | 58    |       |
| 27. Dezember | William Armstrong, 1. Baron Armstrong        | britischer Industrieller                                                                             | 90    |       |
| 28. Dezember | Alexandre Alberto da Rocha de Serpa Pinto    | portugiesischer Afrikaforscher                                                                       | 54    |       |
| 28. Dezember | Moses Coit Tyler                             | amerikanischer Historiker und Literaturwissenschaftler                                               | 65    |       |
| 29. Dezember | Giovanni Battista Castagneto                 | brasilianischer Maler                                                                                | 49    |       |
| 29. Dezember | James Barker Edmonds                         | US-amerikanischer Politiker                                                                          | 68    |       |
| 29. Dezember | Emma Julia Hohenemser                        | deutsche Förderin der Fröbelpädagogik und der Frauenbildung                                          | 65    |       |
| 30. Dezember | Selwin Calverley                             | britischer Segler                                                                                    | 45    |       |
| 30. Dezember | Laurenz Schönenberger                        | Schweizer Politiker                                                                                  | 68    |       |
| 31. Dezember | Carl Brisch                                  | deutscher Religionslehrer und Historiker                                                             | 55    |       |
| 31. Dezember | Friedrich Wilhelm Fabarius                   | deutscher Marinemaler                                                                                | 85    |       |
| 31. Dezember | Hermann Giesecke                             | deutscher Unternehmer                                                                                | 69    |       |
| 31. Dezember | Hannibal Goodwin                             | US-amerikanischer Geistlicher und Erfinder                                                           | 78    |       |

## Datum unbekannt
| Tag | Name                                           | Beruf, bekannt als                                        | Alter | Beleg |
| --- | ---------------------------------------------- | --------------------------------------------------------- | ----- | ----- |
|     | Jules Adenis                                   | französischer Journalist, Schriftsteller und Librettist   |       |       |
|     | José Polo de Bernabé y Mordella                | spanischer Vizeadmiral; Botschafter in den USA            |       |       |
|     | Belisario Boeto                                | bolivianischer Jurist und Politiker                       |       |       |
|     | José Dupuis                                    | französischer Tenor                                       |       |       |
|     | Julius Feurich                                 | österreichischer Klavierbauer                             |       |       |
|     | Miguel Alberto Flangini Ximénez                | Interimspräsident Uruguays                                |       |       |
|     | Veit Froer                                     | deutscher Kupfer- und Stahlstecher                        |       |       |
|     | Göran Fredrik Göransson                        | schwedischer Unternehmer                                  |       |       |
|     | Joseph Mortimer Granville                      | englischer Arzt                                           |       |       |
|     | Eduard Kegel                                   | katholischer Geistlicher und Politiker, MdR               |       |       |
|     | Christian Friedrich Adolph Maximilian Kielmann | deutscher Fiskaljurist und Parlamentarier                 |       |       |
|     | Michail Fomitsch Kriwoschapkin                 | russischer Arzt und Ethnograph                            |       |       |
|     | Joseph Neuhäuser                               | deutscher Philosoph                                       |       |       |
|     | James Roderick O’Flanagan                      | irischer Schriftsteller                                   |       |       |
|     | Willibald Rausch                               | bayerischer Lehrer und Abgeordneter                       |       |       |
|     | Roland Ritzefeld                               | katholischer Pfarrer und Schulinspektor                   |       |       |
|     | Julie Rodde                                    | französische Journalistin und Schriftstellerin            |       |       |
|     | Paul Sédille                                   | französischer Architekt, Architekturtheoretiker und Maler |       |       |
|     | Nikolai Petrowitsch Trubezkoi                  | russischer Musikwissenschaftler und Mäzen                 |       |       |
|     | Antony Valabrègue                              | französischer Schriftsteller und Kunstkritiker            |       |       |
|     | Constantin Georg Alexander Winkler             | russischer Botaniker                                      |       |       |